# La Premsa a Reus 1813 - 1939
Reus, com és prou sabut i com constaten els diversos inventaris monogràfics publicats, és després de Barcelona, la ciutat catalana que més publicacions periòdiques va publicar al llarg dels segles XIX i XX. Aquesta premsa ofereix un ampli ventall de registres ideològics (catalanistes, republicans, conservadors, obreristes…) i temàtics (culturals, de pensament, esportius, socials, professionals, lúdics…) que proven la rica ebullició ideològica i social de la ciutat i de la seva àrea d'influència. Es conserven en total, prop de 235 capçaleres (el còmput és provisional), sobretot a la Biblioteca Central Xavier Amorós i a la Biblioteca del Centre de Lectura. Altres biblioteques, com la Biblioteca de Catalunya, la Biblioteca de l'Ateneu Barcelonès, la Biblioteca Arús, la Biblioteca Nacional de Madrid, La Biblioteca Pública de Tarragona, la Biblioteca de la Universitat de Barcelona, la Universitat Rovira i Virgili, i l'Institut Internacional d'Història Social d'Amsterdam, entre d'altres, conserven també algunes publicacions reusenques.
Algunes publicacions estan digitalitzades, i es poden consultar a través d'un catàleg especial anomenat «Hemeroteca Històrica Local» que mostra la premsa consultable en línia.

## Els inicis de la premsa a Reus
El primer periòdic aparegut a Reus és, com coincideixen tots els autors, el Periódico político y mercantil de la villa de Reus, que va sortir el 1813. L'historiador reusenc Pere Anguera apunta que la història de la premsa és paral·lela a la història de la llibertat. Durant l'antic règim, sota el qual només es permetia, i encara amb restriccions, la publicació de noticiaris intranscendents o repertoris de fets curiosos o educatius, no es va imprimir a Reus cap periòdic. El primer que va sortir ho va fer durant la Guerra del Francès, impulsat pel metge Jaume Ardèvol. El fet important no és que aparegués durant el conflicte bèl·lic, que podria fer suposar que era producte del desgavell, sinó que va sortir sota la llibertat d'expressió que reconeixia la Constitució de 1812. Era un periòdic de clara voluntat liberal, que transmetia molts més conceptes ideològics i doctrinals que no pas informació, no explicava fil per randa els esdeveniments. L'èxit del diari va fer que sortís un periòdic complementari, l'Eco de Reus, també d'ideologia liberal, cosa que fa creure que la ideologia progressista era important. Al mateix temps va sortir El Centinela de la Patria en Reus, que malgrat la referència toponímica, s'imprimia a Tarragona, ja que no va trobar impressors a Reus que el volguessin estampar aquest periòdic ultraconservador i integrista. El retorn a l'absolutisme de Ferran VII el 1814 va acabar amb aquesta premsa. A Reus, fins al Trienni liberal no va aparèixer cap més publicació, amb la Diana Constitucional Política y mercantil de la Villa de Reus, que va aprofitar les llibertats acabades de recuperar per defensar de nou el pensament progressista. El segon retorn a l'absolutisme el 1823 va comportar de nou l'ostracisme periodístic.

## Els periòdics de notícies[7]
Els periòdics de notícies tenien tots, a Reus, un contingut ideològic més o menys definit. En aquest apartat ressenyarem els que no depenien directament d'un partit o grup polític. El 1836-1837 va sortir La Joven España, que encara que era una publicació d'ideologia saintsimoniana, portava informació sobre el desenvolupament de la primera carlinada. El 1843 va sortit el Boletín de Notícias, de vida molt curta. El primer periòdic reusenc que va tenir continuïtat i que es presentava com d'informació va ser el Diario de Reus de avisos y notícias, fundat el 1844 per Andreu de Bofarull. El 1845, als nou mesos d'haver sortit, el va suspendre, però el tornà a editar el 1859, i va continuar fins al 1938. Va ser sempre una publicació d'ideologia conservadora, excepte durant la guerra civil, que va ser editat pel Comitè Antifeixista de Reus. El 1854 va sortir El Liberal Reusense: periódico de la tarde, político, mercantil y de avisos, d'ideologia esparterista, i que va finalitzar aquell mateix any. El 1856 El Deseo del Pueblo i també El Imparcial Reusense. El 1868 La Verdad, el Boletín Oficial de la Junta Revolucionaria de Reus, La Redención del Pueblo (1868-1869, 1871- 1874 i 1889-1890) i El Crepúsculo (1868-1869). El 1870 El Reusense. El 1874 El Clamor del Pueblo, suspès i seguit per Las Circunstancias, que va continuar fins al 1936. El 1881 El Fomento Reusense. El 1882 Crónica de Reus, d'ideologia conservadora, que es publicà fins al 1887, i El Reusense: periódico semanal, que només es va publicar aquell any 1882. El 1883 El Imparcial Reusense, que s'acabà aquell mateix any. Del 1883 al 1903 La Correspondencia de Reus: diario defensor de los intereses de Cataluña. De 1886 a 1903 Lo Somatent: diari regionalista, d'ideologia catalanista. El 1893 El Noticiero de Reus. Del 1896 al 1936 el Semanario Católico de Reus, d'ideologia catòlica conservadora. Crónica Reusense, del 1896 al 1900, que es deia continuadora de la Crónica de Reus. Reus: semanario independiente, del 1899 al 1901. Del 1906 al 1936 Foment, d'ideologia republicana d'esquerres. Del 1916 al 1934 El Heraldo de Reus i El Heraldo de Cataluña. Reus, del 1925 al 1928. Ciutat: diari de la tarda, el 1928. Avui: diari d'avisos i notícies el 1935 i 1936.

## Els periòdics culturals i les publicacions de les entitats
La preocupació per la cultura, entesa normalment com a literatura i poesia, va ser freqüent durant el segle xix. Persones a títol individual o entitats de tipus ateneístic, que van proliferar a Reus en aquella època, van publicar periòdics amb la finalitat de divulgar i instruir. Un bon exemple d'iniciativa particular és El Cronicón, aparegut el 1847, dirigit i imprès per Pere Sabater, amb pretensions literàries i humorístiques. La "Sociedad de Amigos" havia tret El Pasatiempo el 1840. La societat Centre de Lectura feia sortir, des de la seva fundació el 1859, El Eco del Centro de Lectura i la Revista del Centro de Lectura en períodes diferents, i també publicacions amb altres títols: El Porvenir, Ars, Athenaeum… Els Jardins de l'Euterpe van publicar Álbum de Euterpe, sobre música i literatura el 1862-1864. L'alcalde Gregorio de Mijares va treure a la llum El Entreacto el 1861, sobre crítica teatral. Entitats com el Col·legi de Metges de Reus amb el Boletín del Colegio de Médicos del partido de Reus, o El Veloz Club amb la publicació El Veloz de tema esportiu i literari mostren la diversitat de temes que es tractaven, sense oblidar la Gaceta del Magisterio de Primera Enseñanza (1896-1912) o El Notariado: periódico profesional (1899-1906). La més important va ser sens dubte La Veu del Camp (1885-1888, i 1889-1890), portaveu de l'Associació Catalanista de Reus. Al llarg del segle XX apareixen Germinal: revista d'arts, literatura y ciencies (1905-1906), El Rossinyol: art, literatura, humorisme (1908-1909), el Butlletí de l'Agrupació Excursionista de Reus, (1915-1917) o Reus Agrícola: publicación decenal de agricultura (1918-1919) per citar uns quants exemples. Pràcticament totes les entitats, associacions i grups professionals reusencs van treure algun tipus de publicació al llarg de la seva existència.

## La premsa satírica
La premsa satírica, moltes vegades menystinguda, és un reflex del grau de llibertat en el moment en què es produeix i és també un important altaveu ideològic. La premsa satírica reusenca va aparèixer de la mà de Joaquim Maria Bartrina i Eduard Toda per l'agost de 1868 amb El Sorbete, una revista de to pedant i groller que va fer mal a la societat benpensant. La primera revista en català a la ciutat va ser una altra revista satírica i humorística, Lo Campanar de Reus, d'un humor més aigualit i una crítica apersonal i intemporal que va sortir el 1879. En alguns moments, com ara el 1891, es va arribar a una gran virulència dialèctica entre ideologies oposades, llançant atacs difamatoris contra persones i institucions: va ser la polèmica que es va establir entre La Bomba, La Tos i Lo Moro de Foch. Però la premsa satírica no busca només una vàlvula de sortida del malhumor, la venjança o l'enveja personal, és també una fórmula per a publicar propostes teòriques de perillosa o arriscada formulació. Com a exemple tenim Reus 1973, impulsada per Josep Maria Prous i Vila i Salvador Torrell a començaments de 1923 i que deia que estava publicada cinquanta anys més tard. Aquesta ucronia els permetia la publicació de notícies impossibles però desitjades. Marc Ferran, historiador i estudiós de la premsa satírica reusenca, diu que la producció satírica de Reus s'ha de vincular al dinamisme i a la sensibilització dels reusencs per l'associacionisme polític i cultural i al foment de societats on s'integraven aquests dos elements. I segueix dient: encara que Torrent i Tasis minimitzin la qualitat del seu contingut, el que interessa d'aquest tipus de premsa no és tant la informació que donen sinó com l'exposen. En quin nivell de caricatura i de sàtira es mouen els seus atacs, perquè reflecteixen el grau de crispació en l'àmbit polític i ideològic de la societat del moment.

## Les revistes modernistes
El Grup modernista de Reus o Colla de ca l'Aladern era un grup d'escriptors molt joves que durant els anys 1897 i 1898 es van aplegar al voltant de Cosme Vidal (que signava Josep Aladern i d'aquí el nom del grup) a la seva impremta-llibreria "La Regional" al carrer de Jesús de Reus. La majoria d'integrants de la Colla van començar les seves aventures literàries a les revistes que van editar. L'Aladern ja havia tret al carrer a Reus, l'any 1893, dos números de La Gent del Llamp: periòdic setmanal, literari, artístic, científic i musical com a portaveu del jovent del Camp de Tarragona, que començava a proposar criteris modernistes en la línia més radical i emparentada amb l'anarquisme. La revista més important del Grup va ser La Nova Catalunya, que va tenir tres èpoques: una primera a Sitges el 1895, on en van sortir tres números. Una segona a Alcover i a Reus, el 1896 amb deu números, i la tercera, on s'integraren els membres del Grup, el 1898 a Reus, amb nou números i era considerada la "revista de la colla". A l'etapa reusenca incorporà una "h" al títol: La Nova Cathalunya, seguint les propostes ortogràfiques de Miquel Ventura. Aquesta publicació tenia un ample contingut modernista i catalanista. Reus Tranquil, confeccionat a "La Regional" pels membres més joves que s'amagaven sota pseudònims, i on sembla que al davant hi havia Xavier Gambús. Quan aquesta publicació va desaparèixer, Pere Cavallé, fent concessions a l'humorisme, publicà Lo Ventall, amb un èxit inesperat, que va propiciar la sortida, com a continuació, de Lo Lliri. En totes hi col·laboraren els components del Grup. Mig any després, desaparegut Lo Lliri, Pere Cavallé publica una altra revista, La Palma, que va ser la de més llarga vida, de l'agost de 1899 a l'octubre de 1900, amb una capçalera dibuixada per Hortensi Güell, portaveu de la Societat La Palma, on molts membres del grup hi estaven afiliats. Progressivament els integrants del Grup es van anar dispersant, però s'acolliren a les pàgines de la Revista del Centre de Lectura en la seva segona època. Van seguir publicant després a Pàtria Nova: periòdic nacionalista, fundat per Xavier Gambús i que sortí el 1905 i el 1906. Ròmul Salleres va formar part de la redacció de Germinal: revista d'arts, literatura y ciencies, també el 1905 i 1906, on s'incorporaren nous elements modernistes de la ciutat, com Francesc Cubells i Florentí i hi col·laboraven Puig i Ferreter i Plàcid Vidal. Ars: revista del Centro de Lectura recollí també als membres dispersos de la Colla. L'última revista reusenca de l'Aladern, El Rossinyol, volia incorporar i formar nous escriptors. Athenaeum: revista del Centro de Lectura va tenir diversos components del grup com a col·laboradors. El darrer reducte del modernisme reusenc va ser la revista Foc Nou, el 1910 i 1911, que va publicar un número d'homenatge a Antoni Isern. La majoria d'aquestes revistes publicaren fulletons, on sortien per fascicles diverses obres dels modernistes, pròpies o traduccions de la literatura europea contemporània. Tots els components del Grup publicaren també a la premsa reusenca de l'època: Lo Somatent, La Autonomía, publicació on el 1899 la majoria de membres de la colla participaven en una secció "Los viernes de La Autonomía" d'un clar contingut de creació literària i intel·lectual, Reus Literari, L'Escut de Reus, La Trompeta, El Veloz, l'Eco del Centro de Lectura, El Pandemonium, i altres.

## La premsa política
Tots els partits polítics amb incidència municipal tenien les seves pròpies publicacions. De vegades actuaven des de l'oposició, i els seus periòdics tenien l'única finalitat de desprestigiar els partits al govern. Les seccions locals dels partits nacionals o estatals, quan eren fortes, publicaven la seva pròpia premsa i també publicitaven la premsa oficial del partit. El Diario de Reus, el més antic i de més durada (1844-1939), durant la major part de la seva existència no va pertànyer a cap partit, però sempre va estar vinculat als sectors conservadors de la ciutat. El 1854 va aparèixer El Liberal reusense, d'ideologia esparterista. El 1856 El Deseo del Pueblo que pertanya al partit Unió Liberal. Els republicans federals van treure La Redención del Pueblo: periódico republicano federal (1868-1890), convertit després en El Clamor del Pueblo (1874) i finalment en Las Circunstancias (1874-1936) i sempre amb ideologia republicana. Lo Somatent (1886- 1903) fundat per Pau Font de Rubinat, de clara tendència catalanista. El Distrito (1888) del Partit Liberal Fusionista, La Autonomía: periódico republicano democrático federal (1890-1901), La Revancha: periódico comunista anárquico (1893) on hi col·laborava Joan Montseny, el Semanario Católico de Reus (1896-1936) portaveu del sector catòlic conservador reusenc, La República: semanario democrático eco de las aspiraciones de la juventud (1903-1931) del Partit Republicà Radical de Lerroux, Pàtria Nova: periòdic nacionalista (1905-1906), Foment: setmanari nacionalista republicá (1906-1936) portaveu del Foment Nacionalista Republicà, La Justícia Social (1909-1916), portaveu dels socialistes reusencs, el carlí El Radical: semanario tradicionalista, Fructidor: portavoz de la clase trabajadora de la provincia y defensor de los explotados del mundo (1919) dirigit pel militant anarcosindicalista Hermós Plaja, Unión Monárquica Nacional: órgano de la entidad del mismo nombre (1920-1921), Acracia (1923). Durant la República es va definir més la premsa: Redención: órgano de los Sindicatos de la Província de Tarragona: portavoz de la Confederación Nacional del Trabajo. (1931), La Torxa: portantveu dels B.O.C. del Baix Camp (1933 i 1937). Es van arribar a publicar quatre diaris en català de forma simultània, Les Circumstàncies, lligat a Acció Catalana; Foment, d'Esquerra Republicana de Catalunya; Diari de Reus, del satèl·lit català de la CEDA i Avui, de la Lliga Catalanista. Durant la guerra civil, es van publicar Lluita!!: portantveu de la FNEC a la IV Regió (1937) de la Federació Nacional d'Estudiants de Catalunya, Nova República: JIR: portantveu de les Joventuts Republicanes d'Esquerra (1937), Estat Català: Reus (1937), i d'altres.
La derrota republicana de 1939 va portar a la desaparició de tota la premsa no provincial. El feixista Diario Español publicat a Tarragona, va ser l'únic periòdic tolerat. La rica tradició periodística reusenca i la de les ciutats veïnes va desaparèixer. Ni tan sols les iniciatives d'alguns reusencs addictes al règim, com ara l'alcalde franquista Joan Bertran, o de Josep Maria Guix Sugranyes, van aconseguir altra cosa que el permís per a publicar un setmanari, Reus: semanario de la ciudad publicat des del 1952 al 1986.

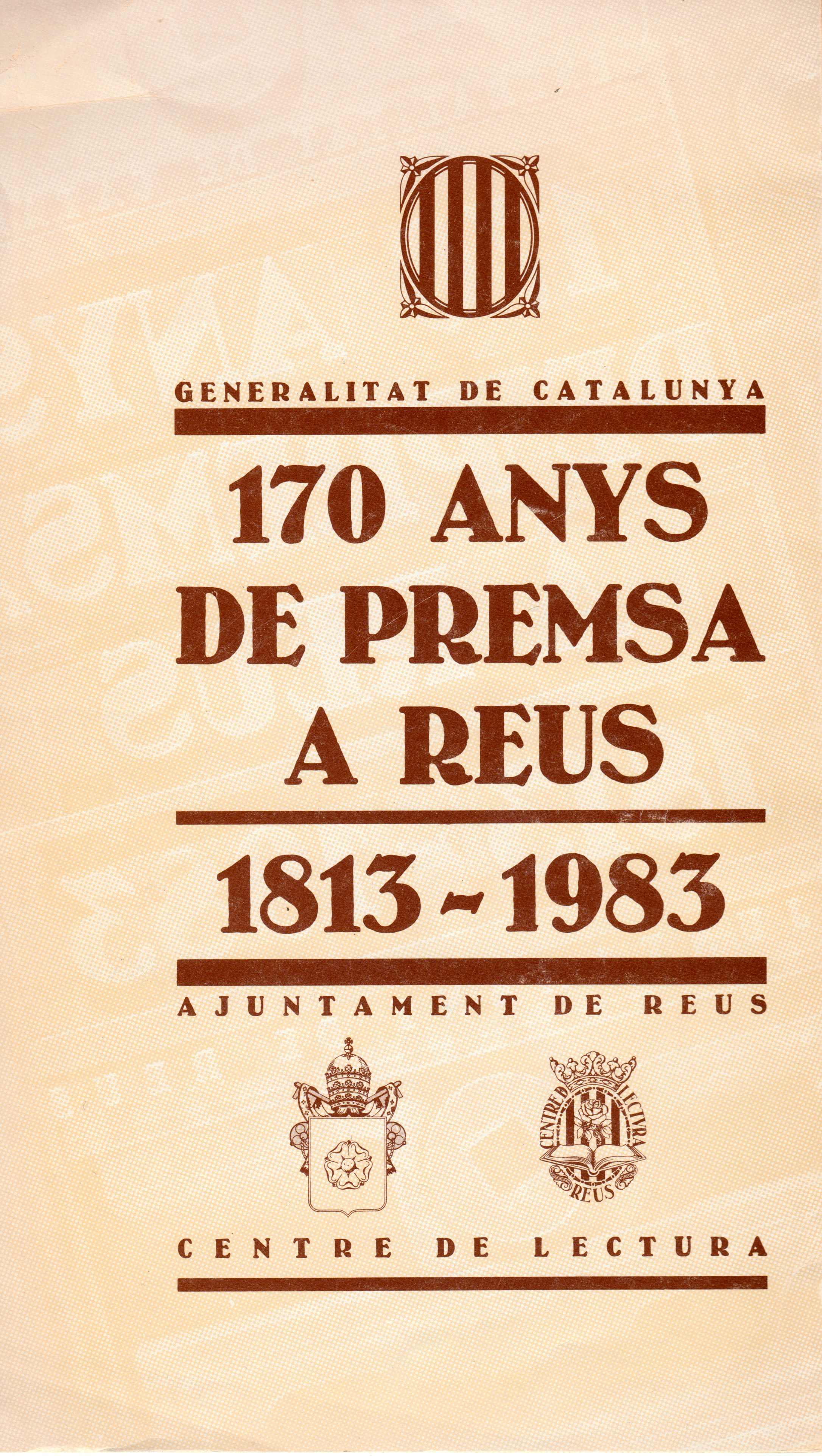
Portada del catàleg 170 anys de premsa a Reus

## Llistat cronològic i localització[11][a]

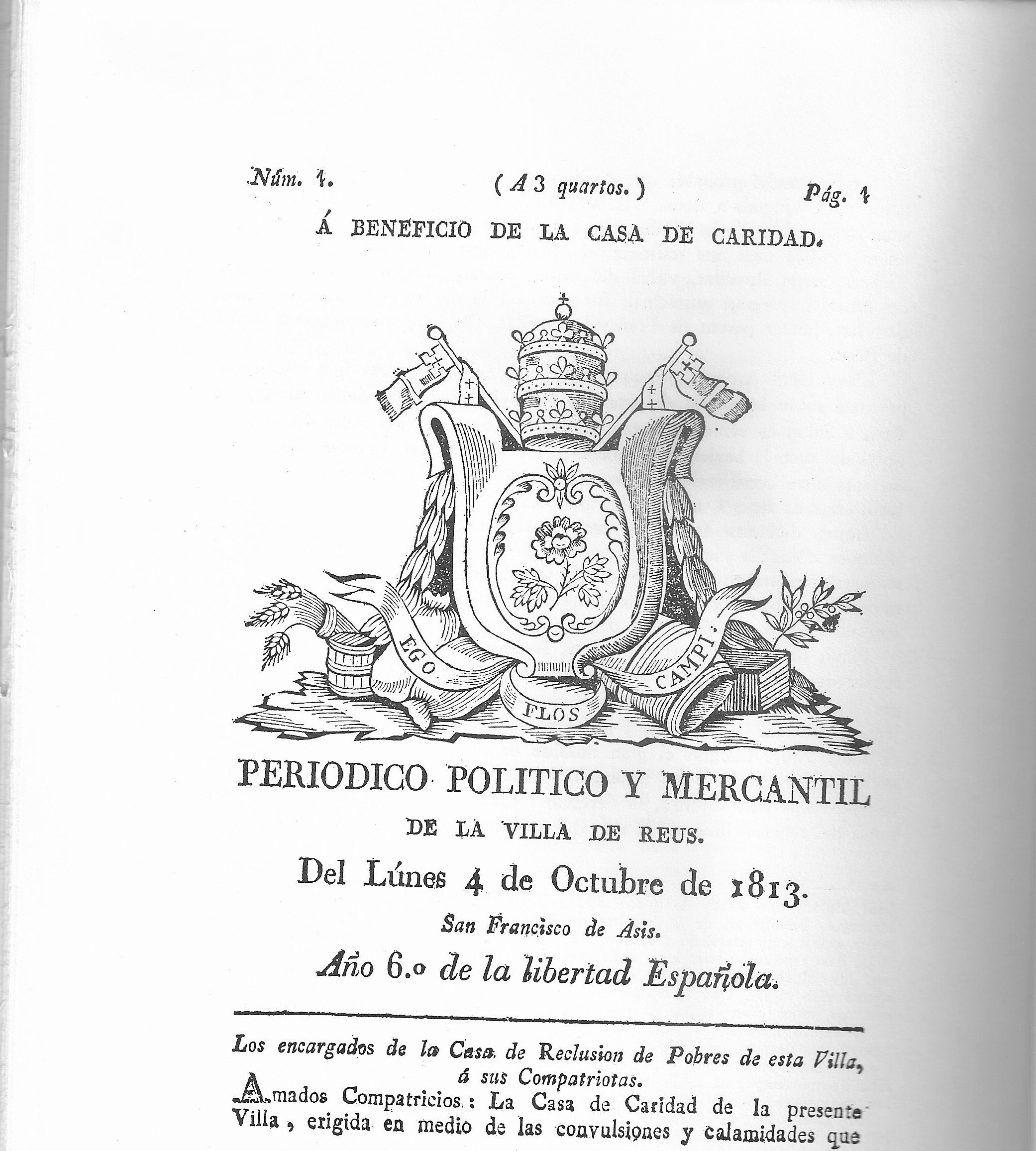
Periódico Político y Mercantil de la villa de Reus

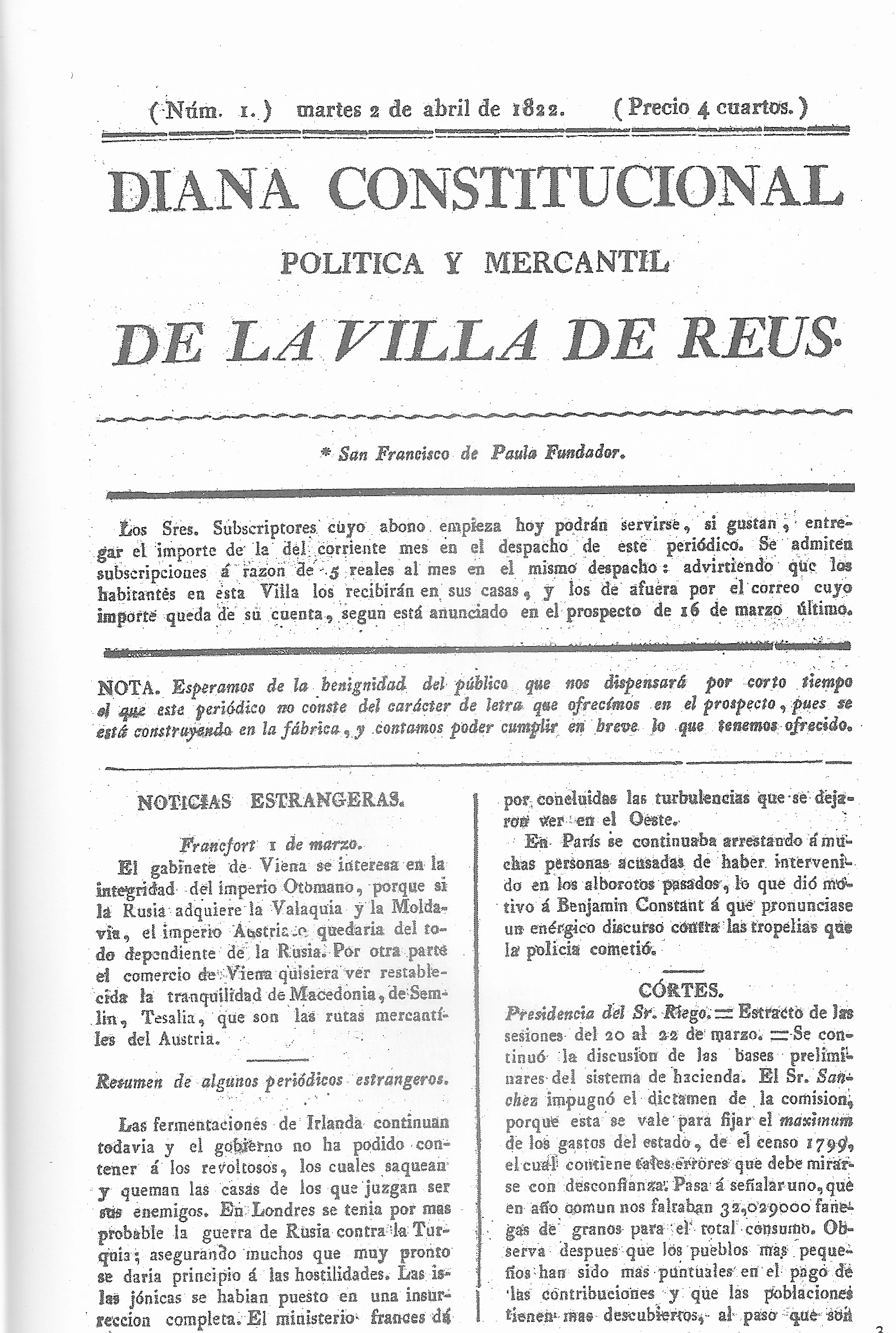
Diana constitucional política y mercantil de la villa de Reus

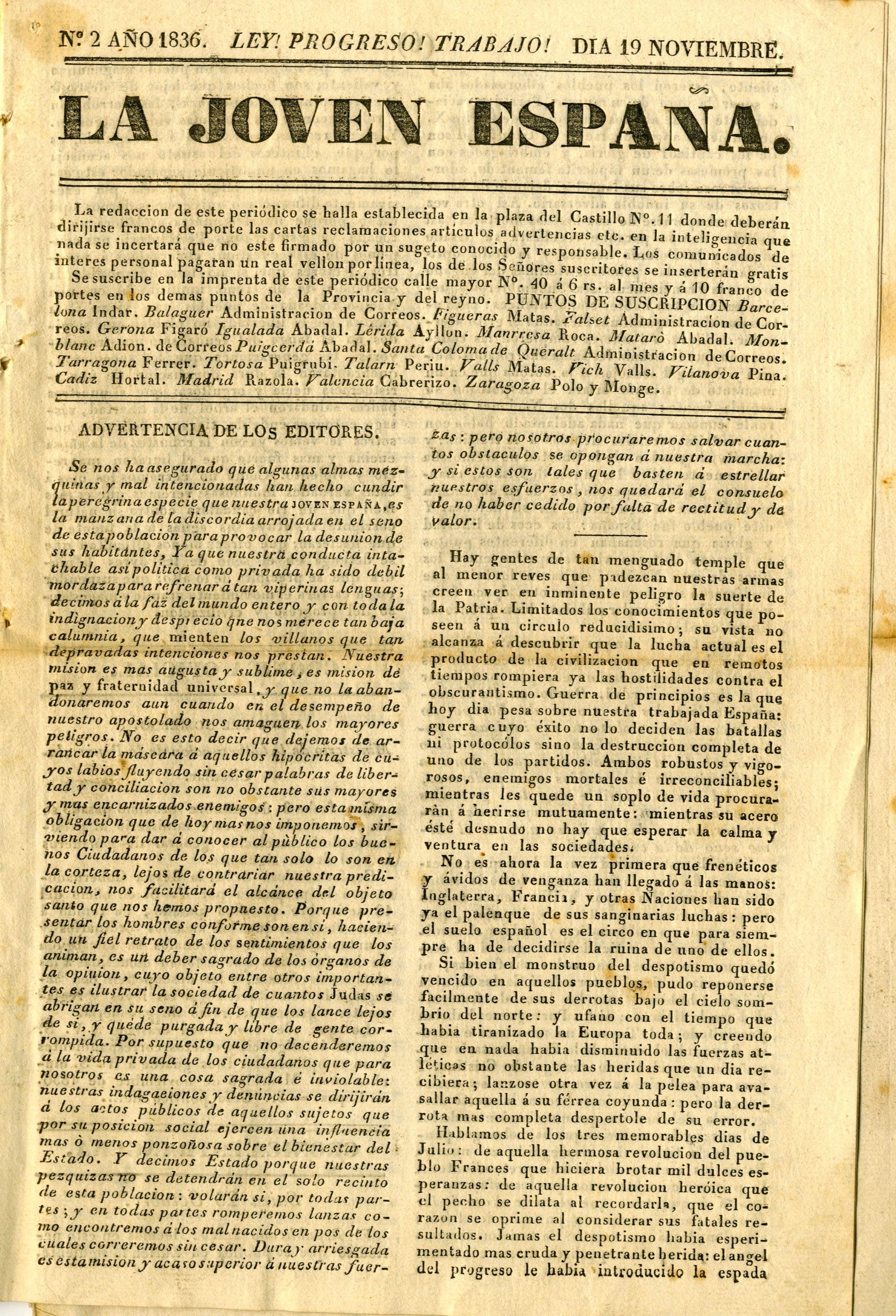
La Joven España

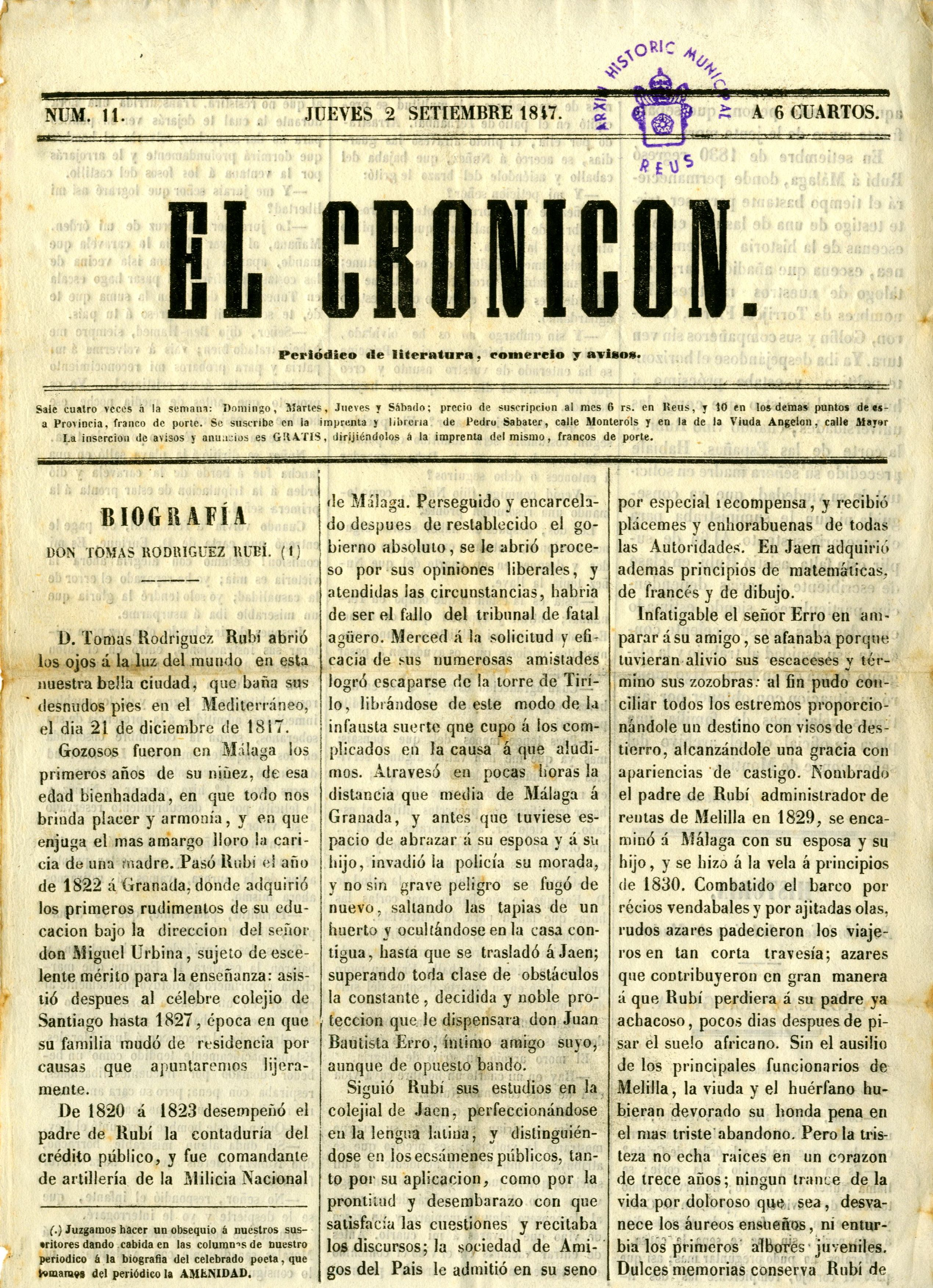
El Cronicon

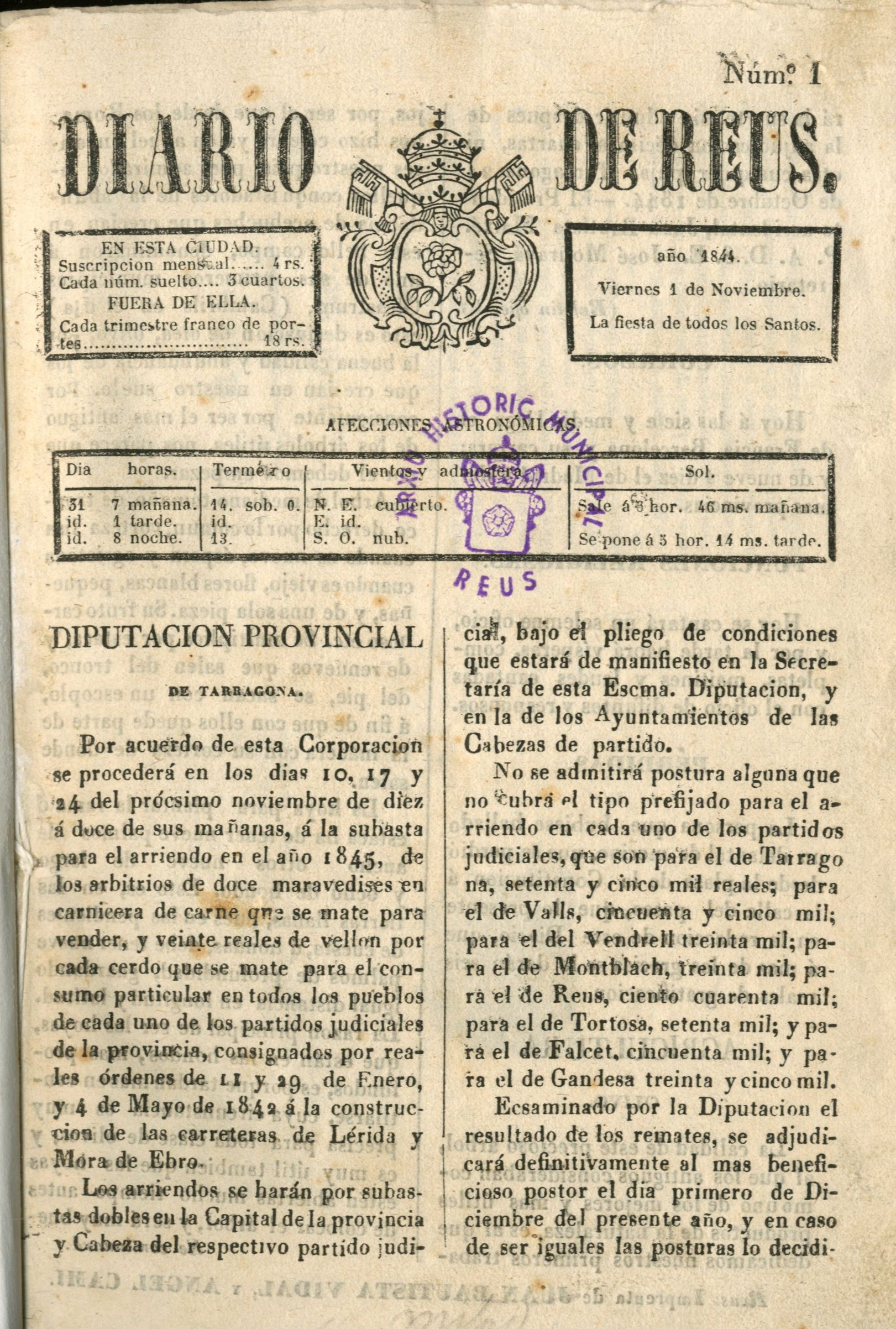
Diario de Reus 1844

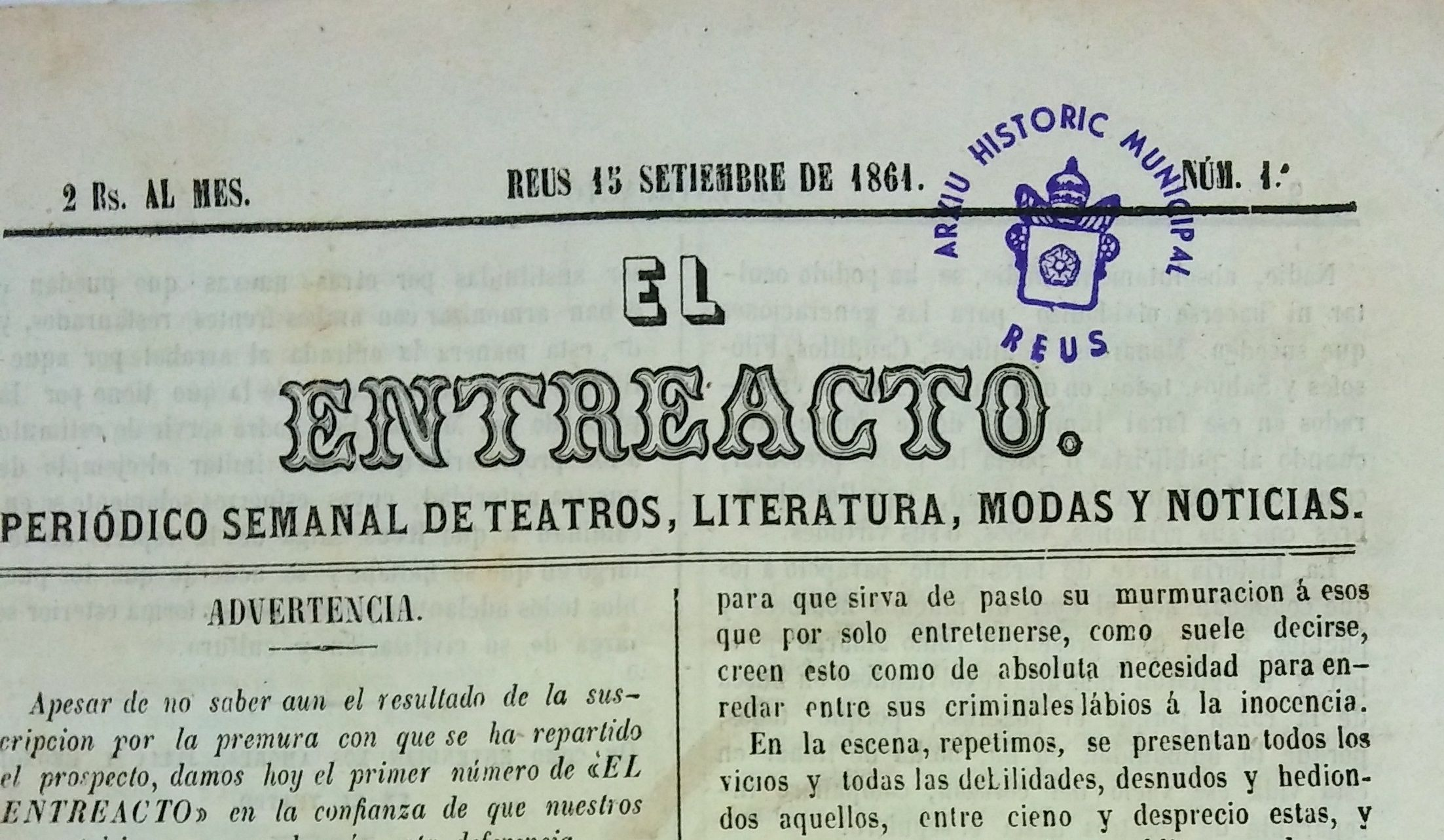
ElEntreacto

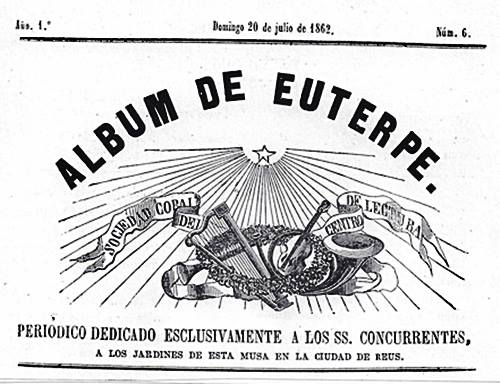
AlbumdeEuterpe

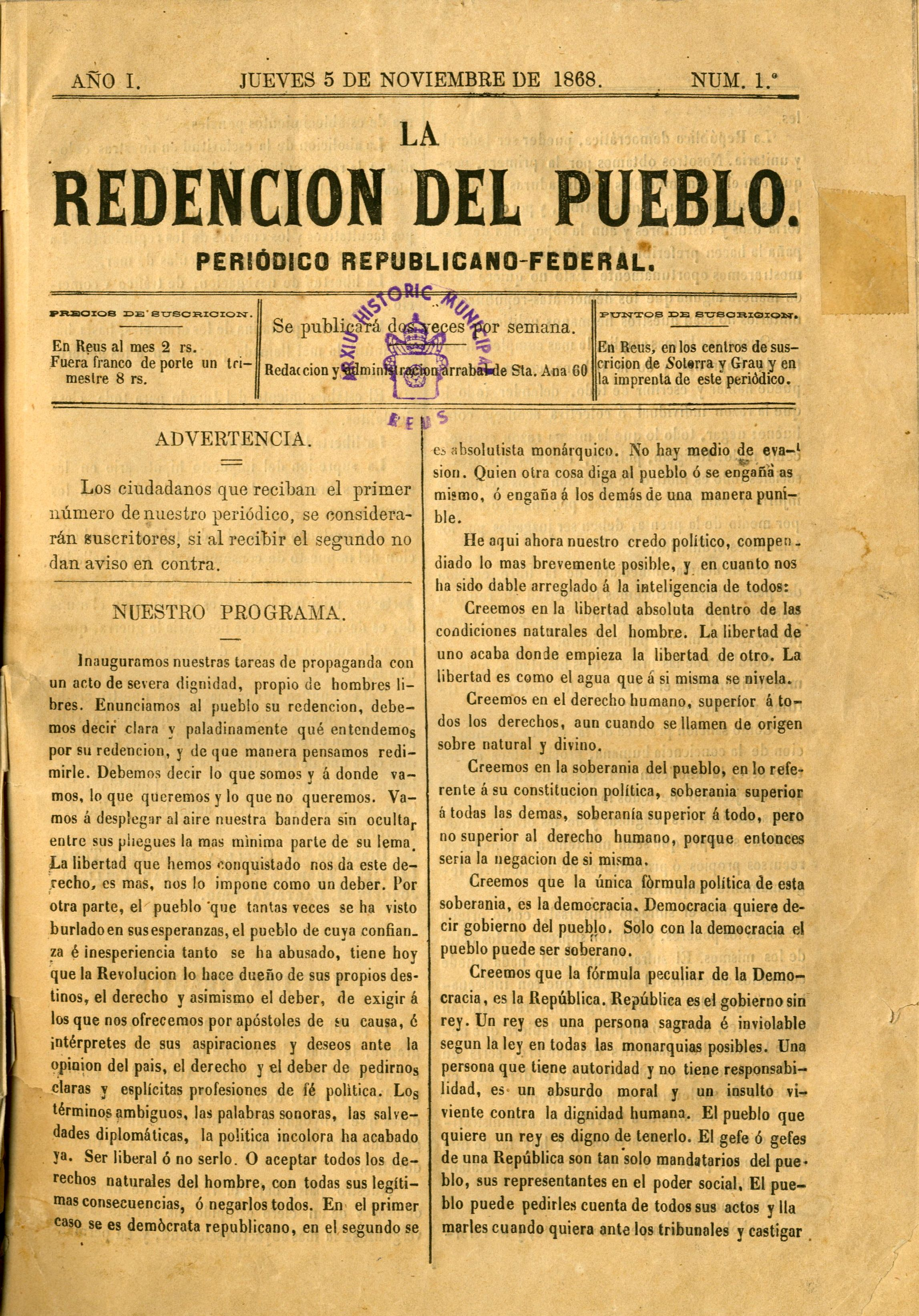
Redención del Pueblo

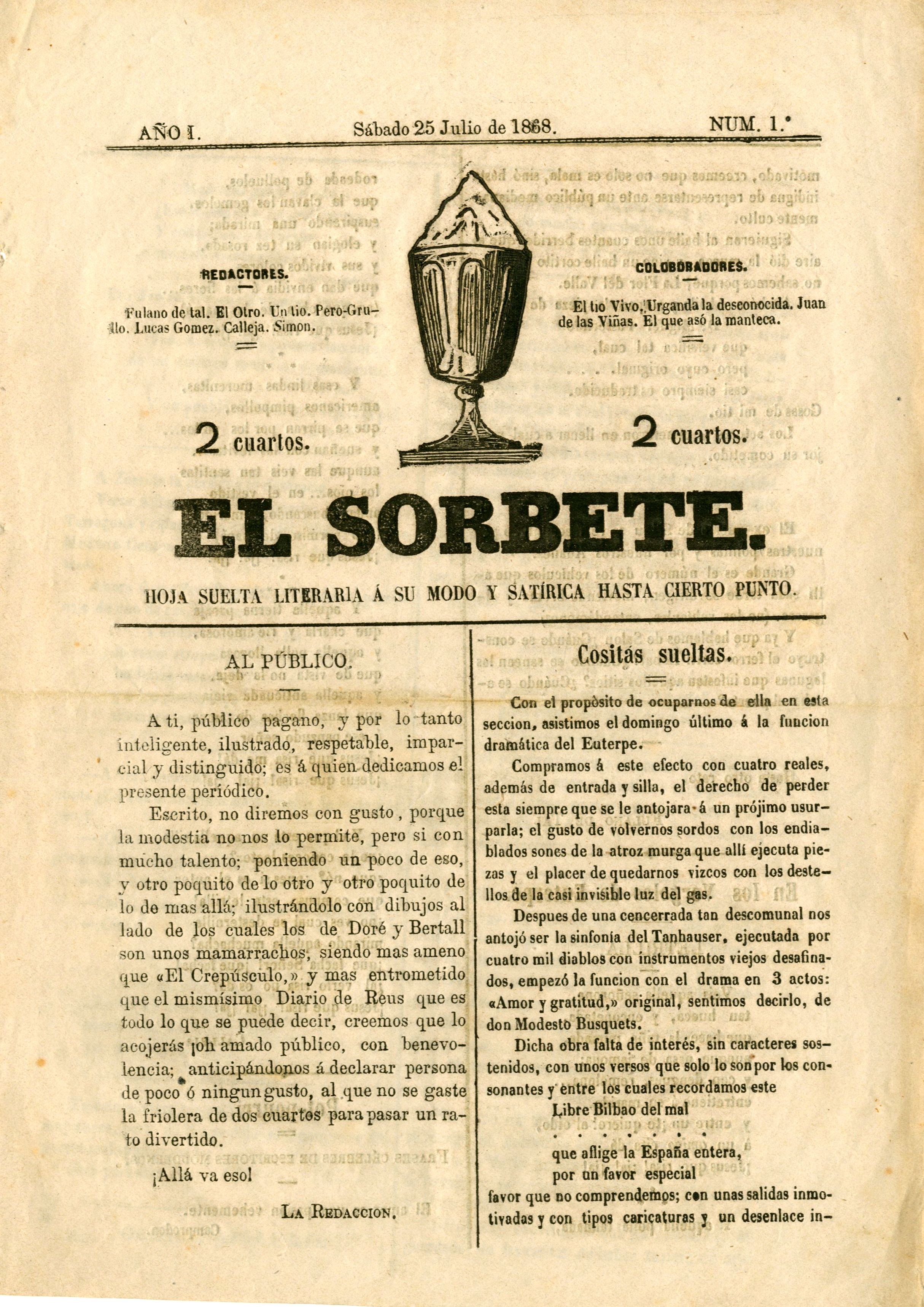
El Sorbete

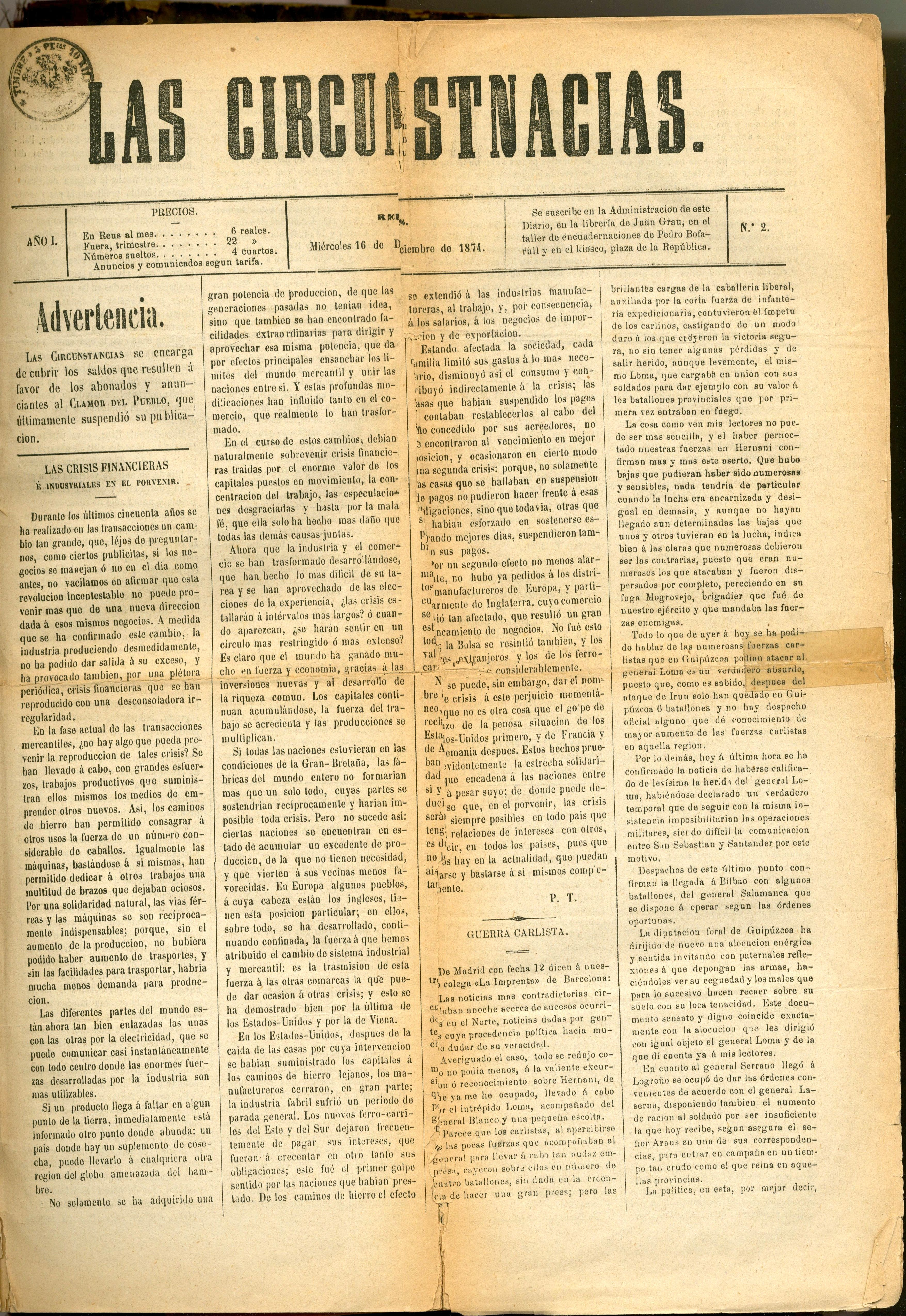
Las Circunstancias Año I núm

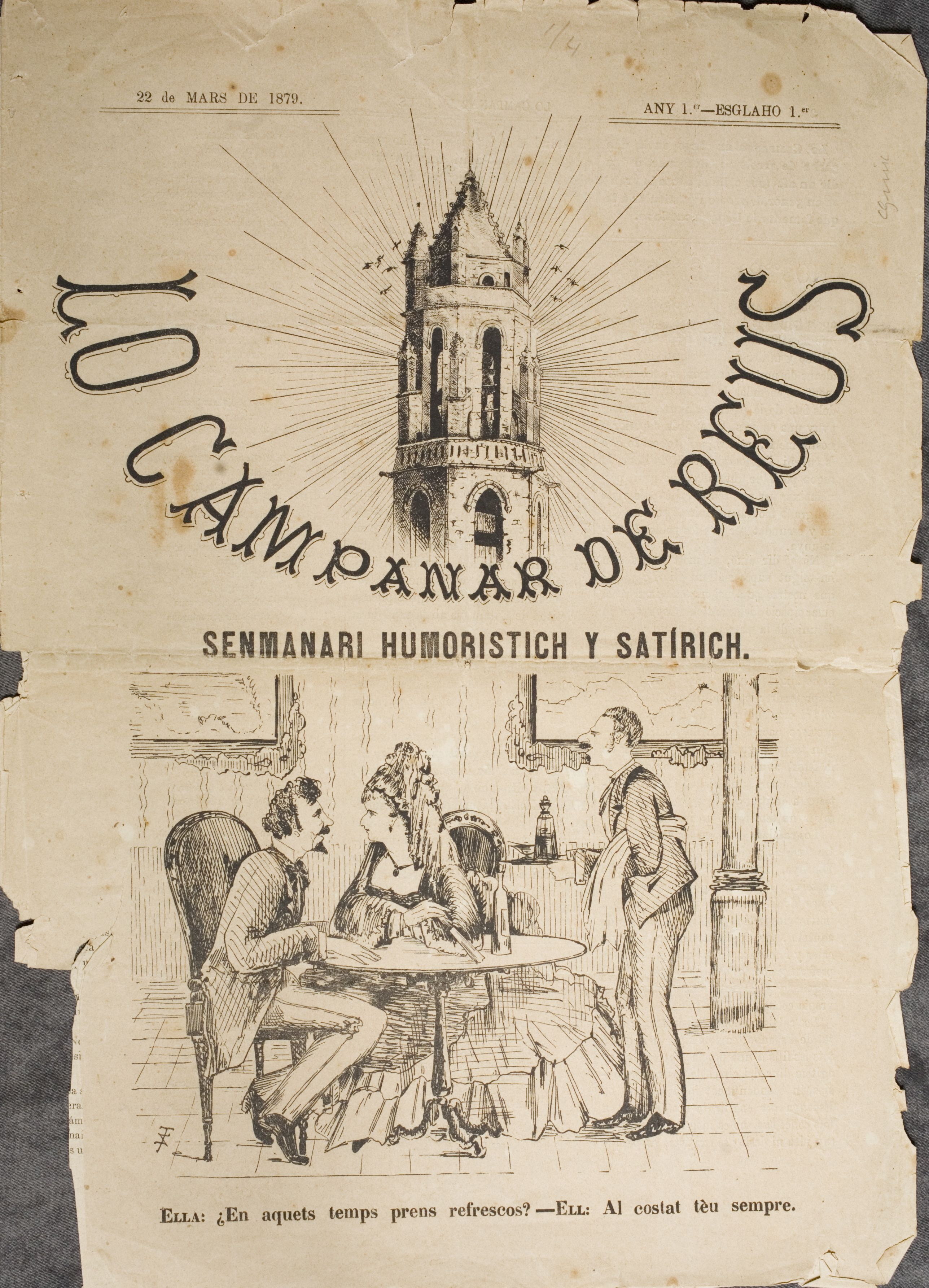
Lo Campanar de Reus

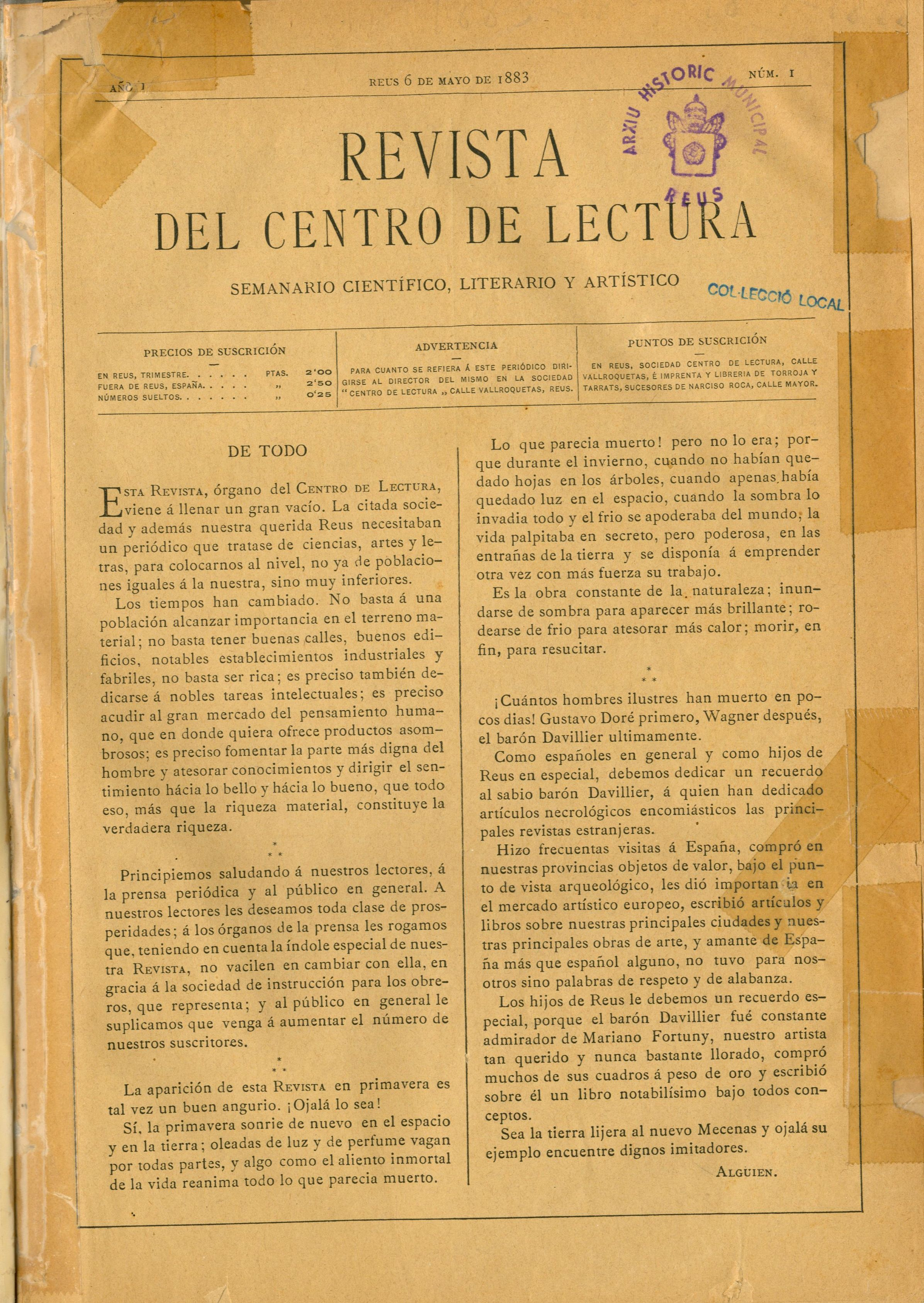
Revista del Centro de Lectura

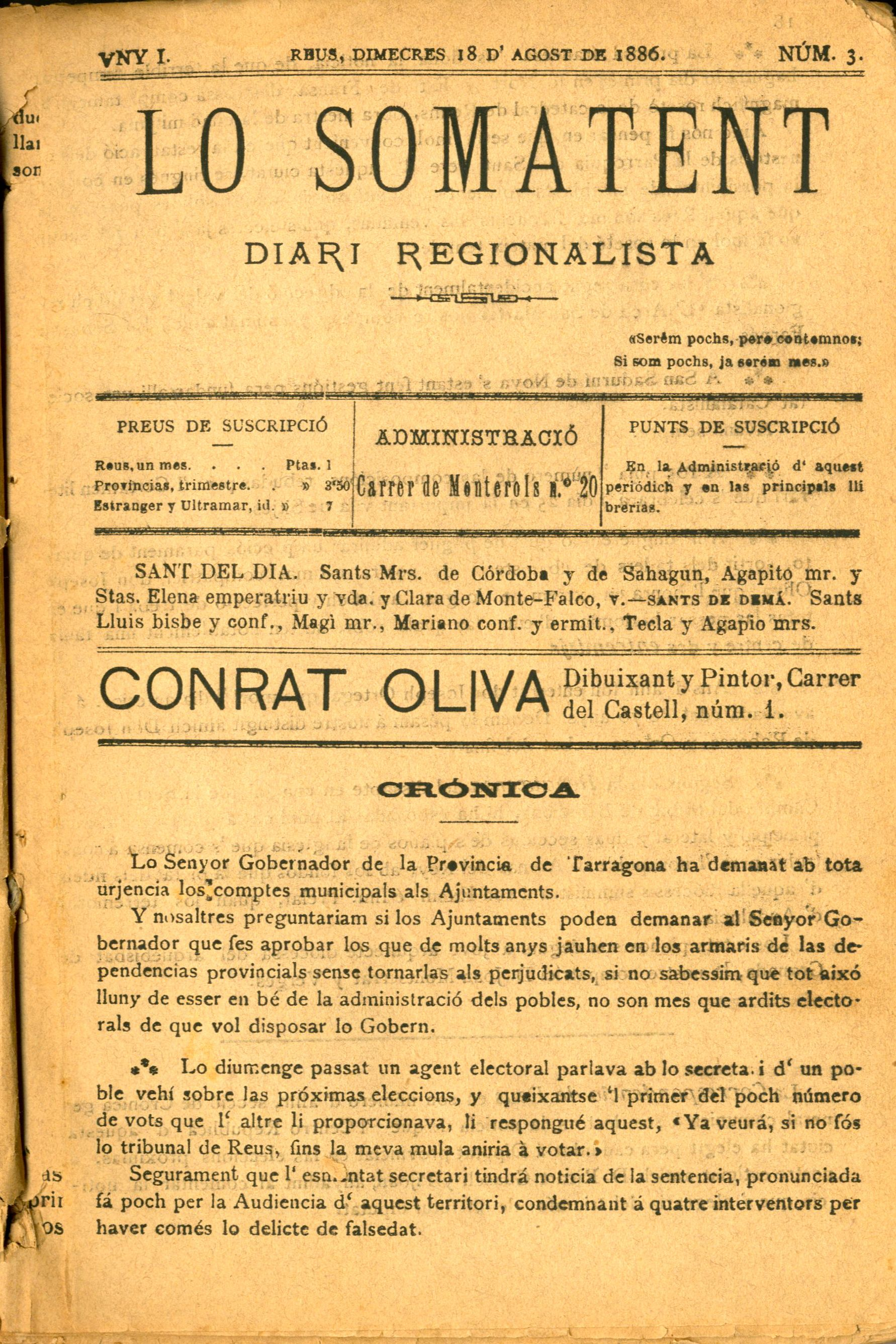
Lo Somatent

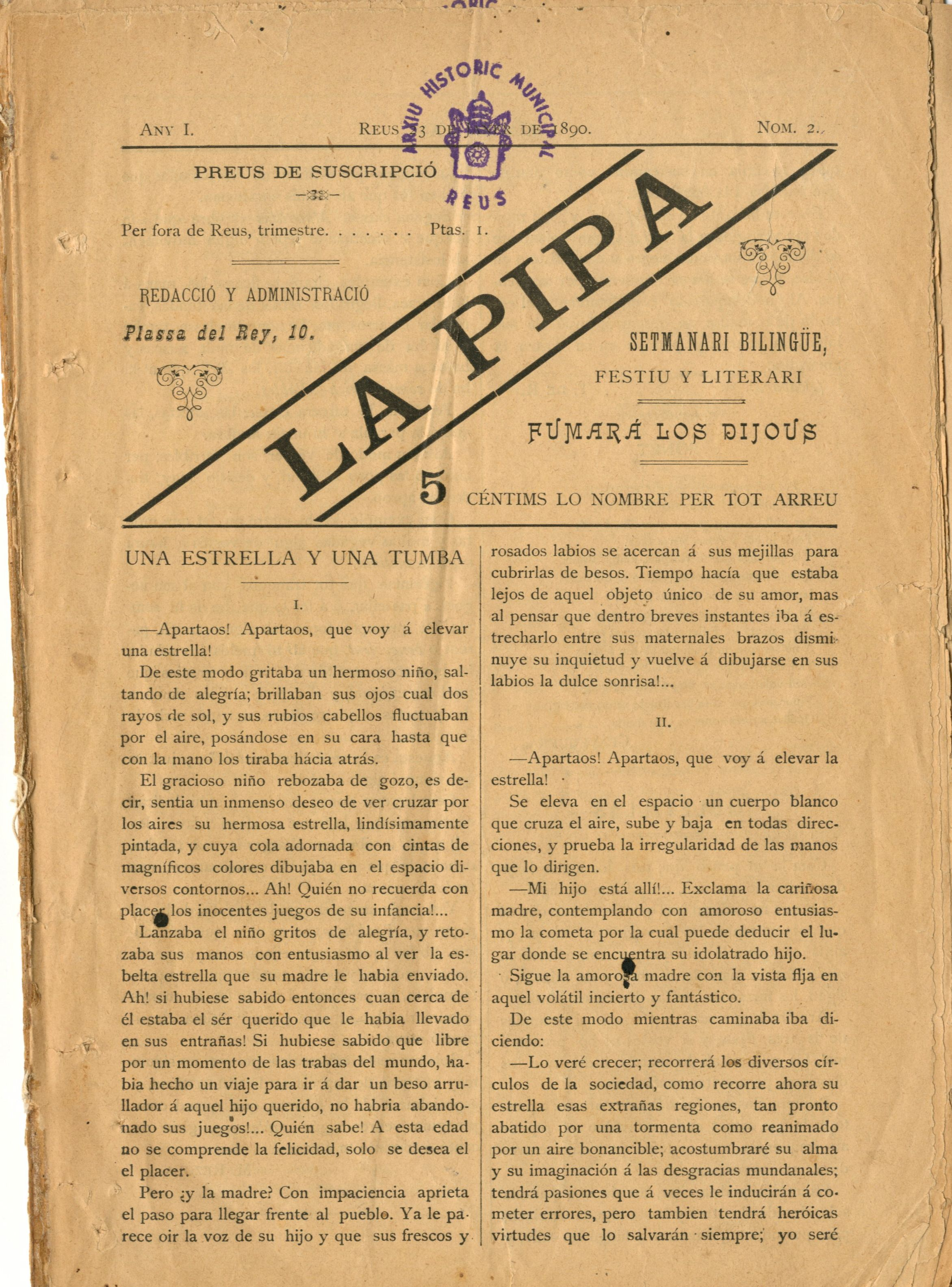
La Pipa

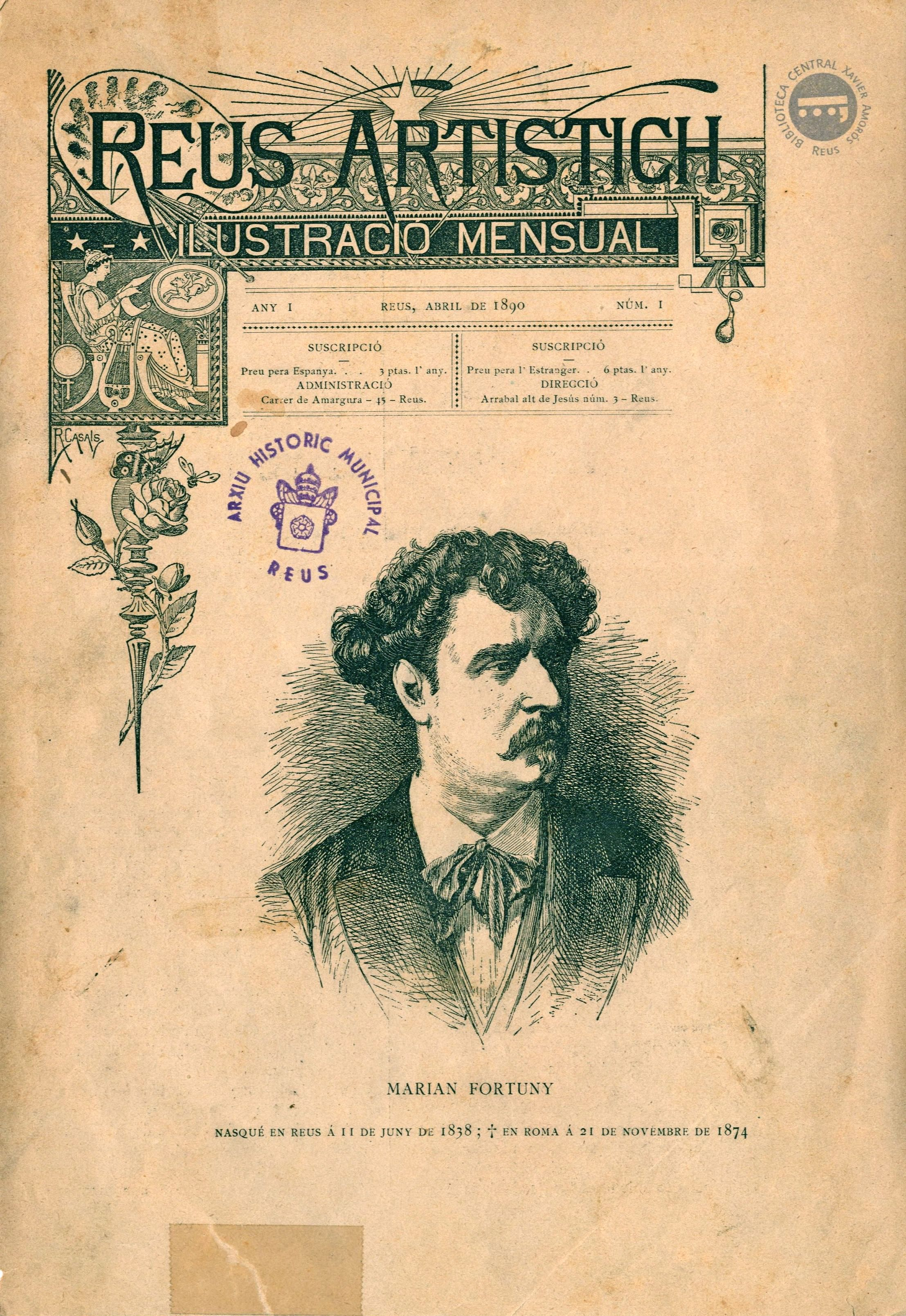
Reus Artistich

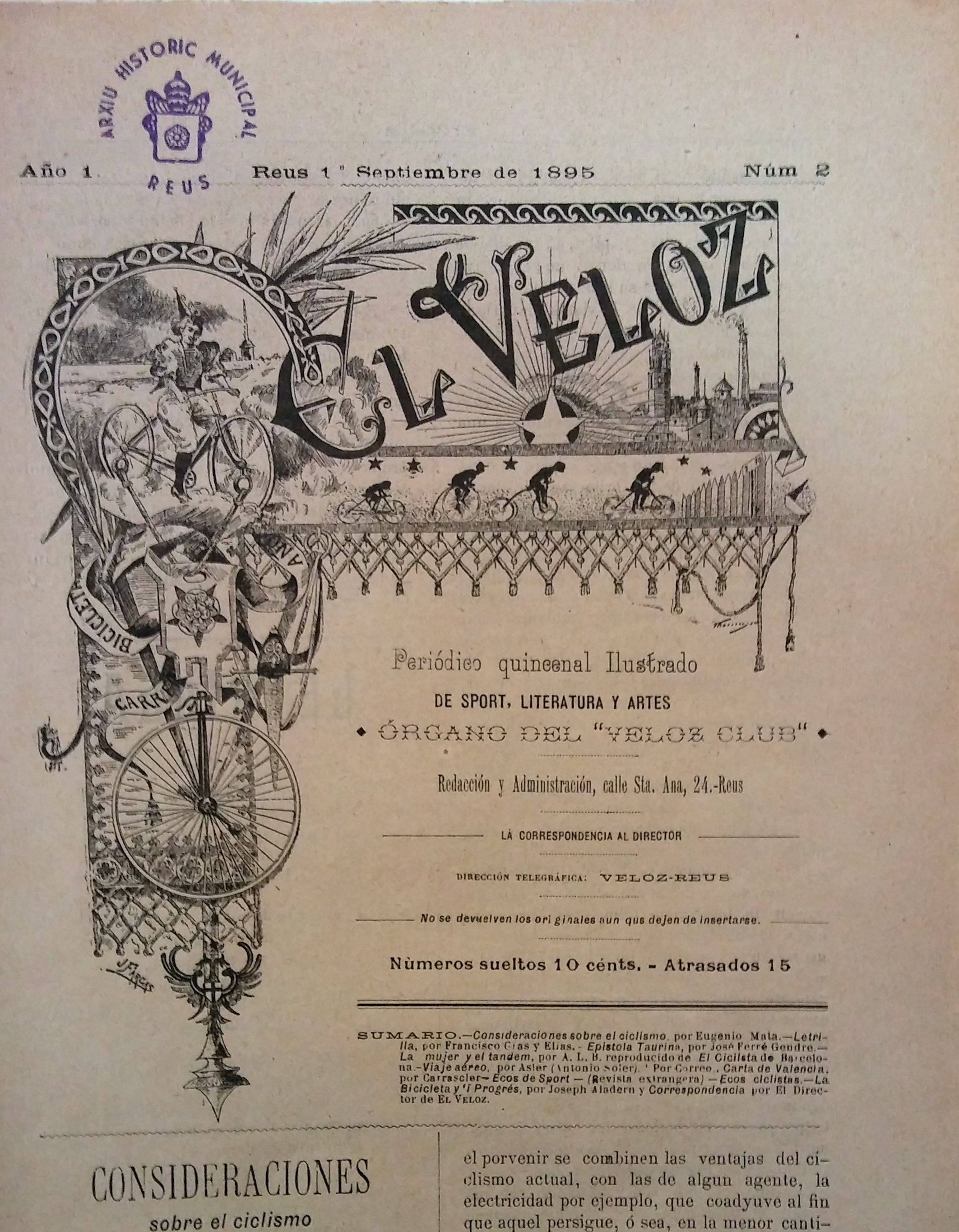
ElVeloz

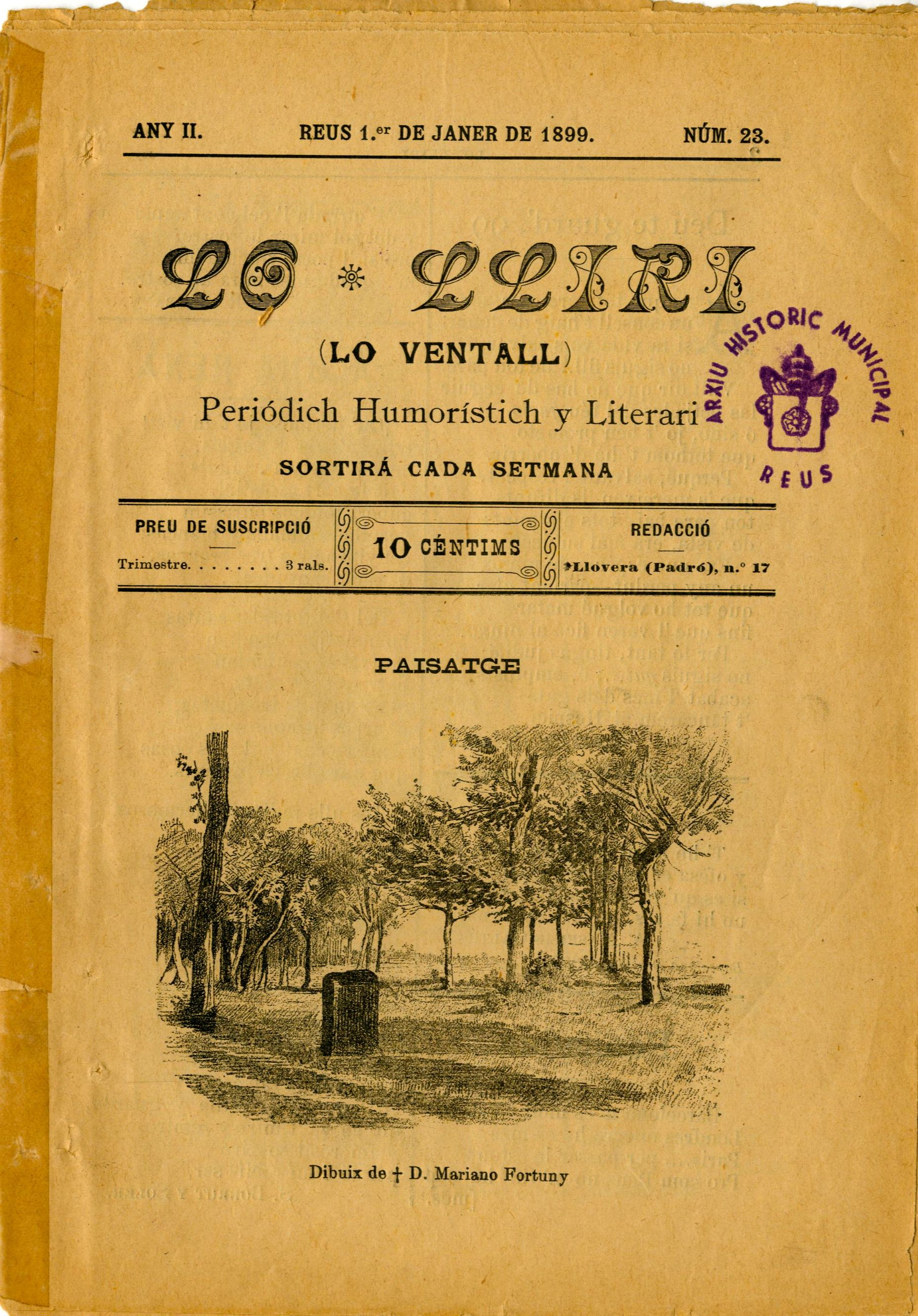
Lo Lliri

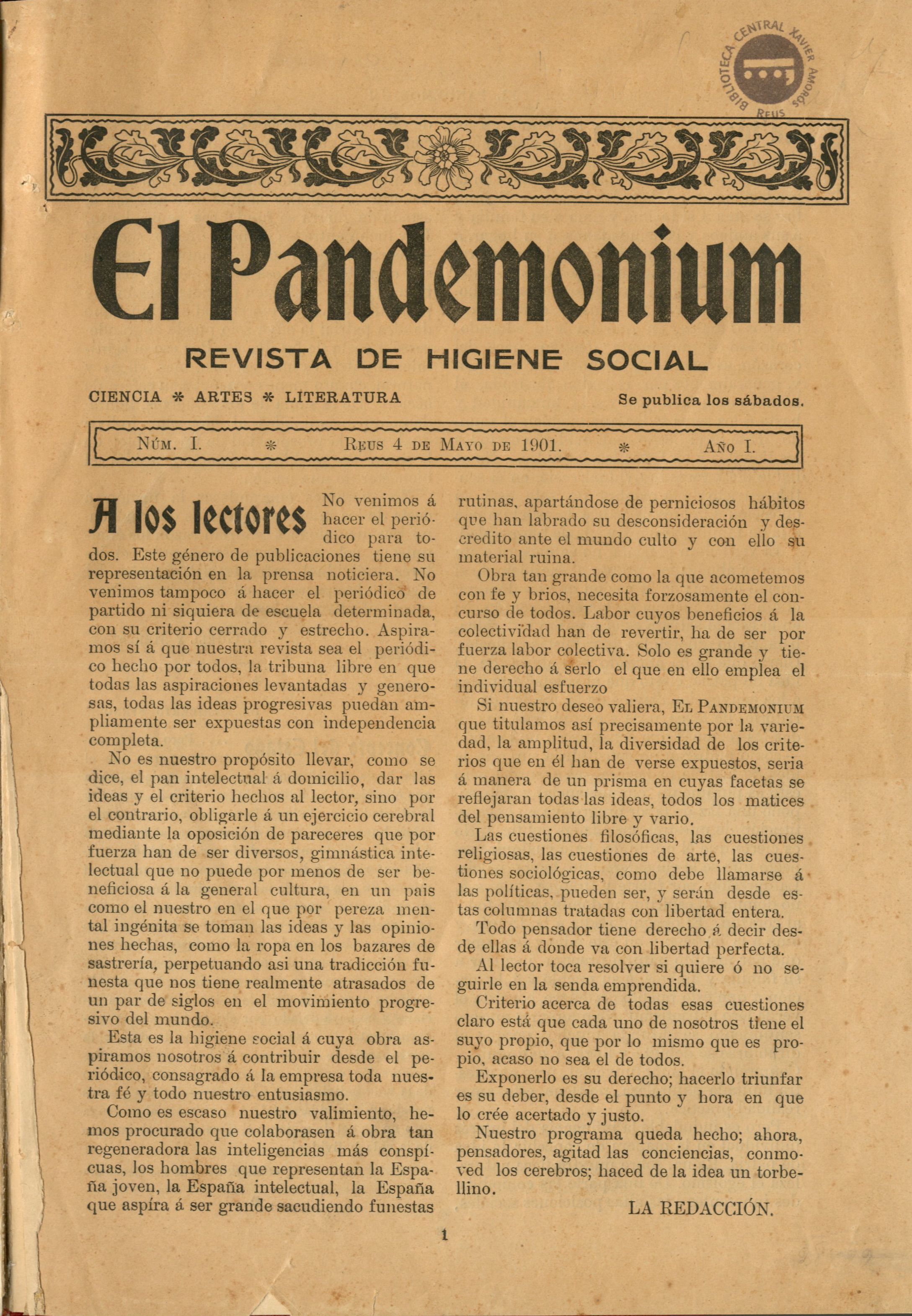
El Pandemonium

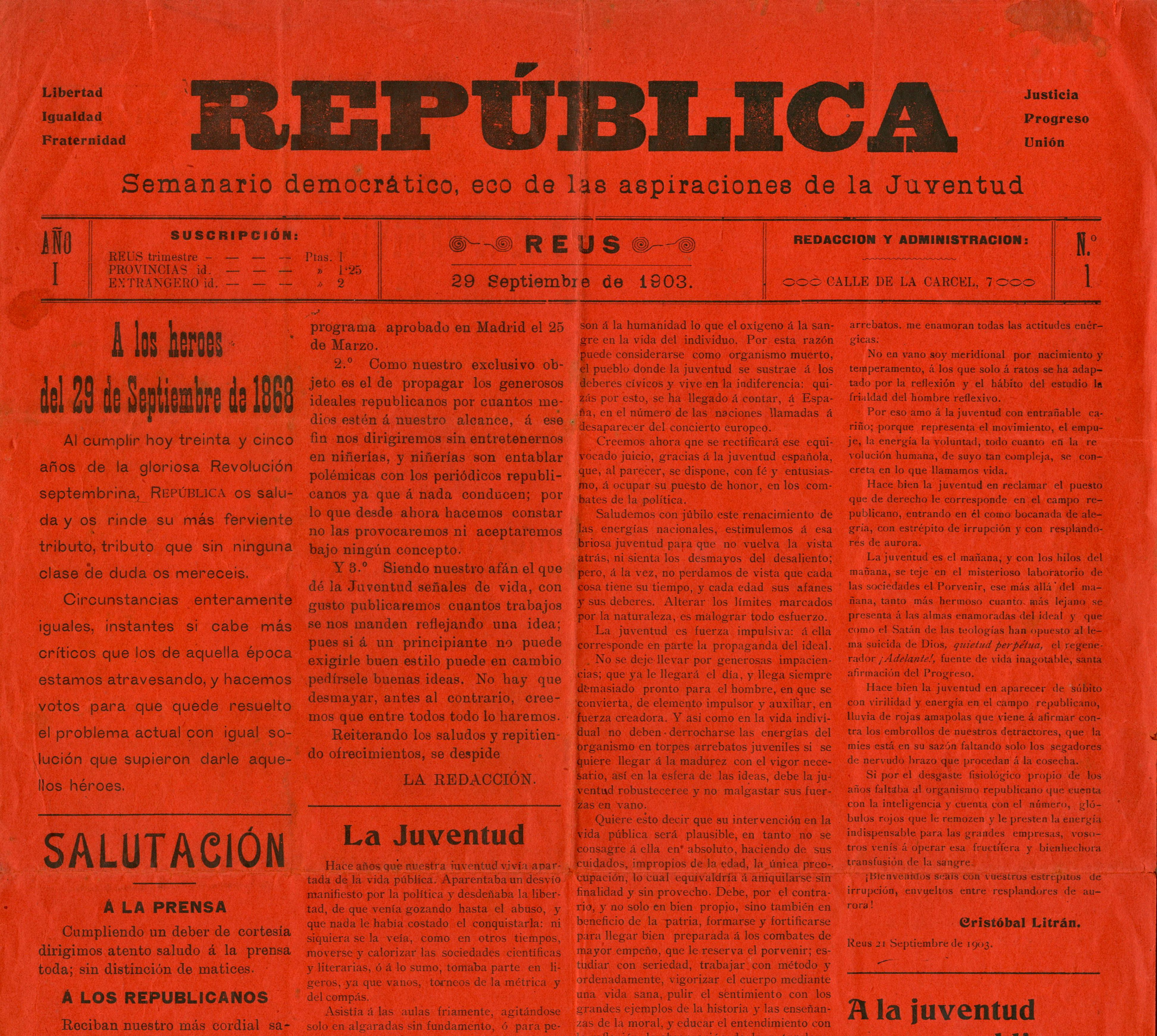
Republica semanario

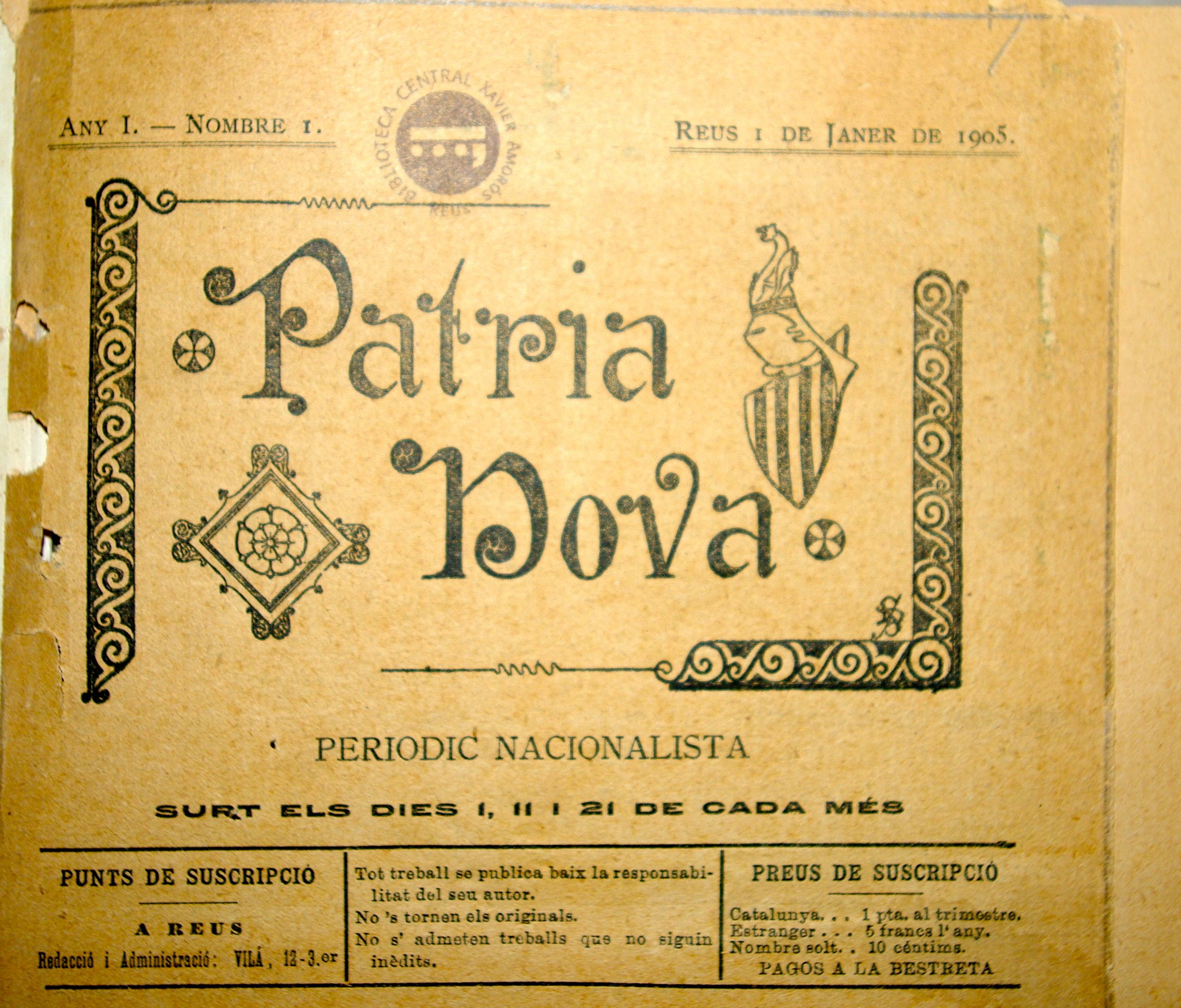
Patria Nova1

- Periódico Político y Mercantil de la Villa de Reus: Año 6o. de la libertad española / Año 7o. de la gloriosa lucha del pueblo español contra la tiranía, y 3o. de la Constitución política de la monarquía española (1813-1814). A la Biblioteca Central Xavier Amorós [BCXA]
- Diario del Imperio Francés (1813) Biblioteca Nacional de Madrid
- Periódico extraordinario de Reus (1813) No se n'han localitzat exemplars[12]
- El Centinela de la Patria en Reus: Viva Fernando VII Rey de España. Año séptimo de su doloroso cautiverio y primero de su libertad consoladora (1814) [BCXA] i Biblioteca de Catalunya [BC]
- Eco de Reus: Año 7o de la regeneración española, y 3o de la Constitución (1814) [BCXA] Hemeroteca Tarragona [HT]
- Diana constitucional, política y mercantil de la villa de Reus (1822) [BCXA]
- La Joven España: Ley! Progreso! Trabajo! (1836-1837) [BCXA]
- El Pasatiempo (1840) / El Liceo (1840) No se'n coneixen exemplars[13]
- Boletín de Notícias / Boletín Reusense (1843) [BCXA]
- El Juglar: periódico de teatros (1843) [BCXA] [BC]
- El Cronicón: periódico de literatura, comercio y avisos (1847) [BCXA]
- El Entreacto (1840-1845) No se'n coneixen exemplars[14]
- Boletín de Notícias / Boletín Reusense (1843) [BCXA]
- Diario de Reus: De avisos y noticias / Diari de Reus (1844-1845 i 1859-1939) Biblioteca del Centre de Lectura de Reus [BCL], [BCXA] [BC]
- El Mercado: periódico de avisos, comercio y literatura (1847-1848) [BCXA]
- El Liberal Reusense: periódico de la tarde, político, mercantil y de avisos (1854) [BCXA]
- El Deseo del Pueblo: diario político, literario y comercial (1856) [BCXA]
- El Eco del Centro de Lectura: periódico de literatura y de intereses materiales y morales (1859-1860, 1862, 1870-1872, 1877-1882 i 1897) [BC], [BCL], [BCXA]
- El Porvenir: periódico de intereses morales y materiales, de noticias y de literatura (1860) [BCL]
- El Entreacto: periódico semanal de teatros, literatura, modas y noticias (1861) [BCXA]
- Álbum de Euterpe: periódico dedicado exclusivamente a los señores concurrentes a los jardines de esta musa en la ciudad de Reus (1862-1864) [BCL] [BCXA]
- Revista del Ateneo: órgano oficial de la Sociedad de este nombre y periódico de literatura y de intereses morales y materiales (1863) [BCXA]
- El Imparcial Reusense (1866) No se'n coneixen exemplars[15]
- El Arlequín: periódico serio-burlesco (1867-1868) Manuscrit. [Museu Comarcal Salvador Vilaseca]
- La Verdad: semanario que con mucha política se ocupará de todo menos de ella (1868) [BCXA]
- Boletín Oficial de la Junta Revolucionaria de Reus (1868) [BCXA]
- La Redención del Pueblo: periódico republicano federal (1868-1890) [BCL], [BCXA]
- El Crepúsculo: periódico liberal de coalición (1868-1869) [BCL], [BCXA]
- El Sorbete: hoja suelta literaria á su modo y satírica hasta cierto punto (1868) [BCXA]
- La Antorcha del Trabajo (1869) / Revista del Fomento Artístico (1869-1870) [BCXA]
- El Mosquito (1869) [BCXA]
- El Canta claro: periódico satírico-político jocoso-serio y de intereses locales. Saldrá todos los días que salir le plazca (1869) [BCXA]
- El Enano de la Venta: periódico anti-político, satírico, típico y otras menudencias de cierta estofa, para honra y gloria de los libérrimos derechos individuales, inprescriptibles, inalienables, ilegislables y todo lo que cabe en able com sable etc, etc, etc. (1869) [BCXA]
- El Farol: periódico semanal (1869) [BCXA]
- La Torre de Babel: periódico defensor de la situación presente en España, como en su día lo será de toda la récua de las situaciones futuras (1870) [BCXA]
- El Reusense: periódico liberal democrático (1870) [BCXA]
- El Clamor del Pueblo: diario republicano democrático (1874) [BCXA]
- Las Circunstancias: periódico político de avisos y noticias / Les Circumstàncies (1874-1936) [BC], [BCL], [BCXA] [HT]
- Lo Campanar de Reus: senmanari humorístich y satírich (1879) [BC], [BCXA]
- La Guita: periòdich satírich, humorístich il·lustrat (1879) [BC]
- La Pau (1879) No se'n coneixen exemplars[16]
- El Fomento Reusense: periódico quincenal ageno á todos los partidos políticos habidos y por haber, reñido abiertamente con la política y dedicado esclusivamente al fomento de los intereses morales y materiales de nuestra localidad (1881) [BCXA]
- Lo Bombeig (1881) No se'n coneixen exemplars[17]
- Crónica de Reus: periódico político de noticias y avisos e intereses generales (1882-1887) [BCXA]
- El Reusense: periódico semanal de intereses locales, comerciales y literatura (1882) [BCXA]
- Revista del Centro de Lectura: semanario científico, literario y artístico / Revista del Centre de Lectura (1883-1884, 1901-1904 i 1920-1936) [BC], [BCL], [BCXA]
- El Imparcial Reusense: diario de noticias. Eco de la opinión y de la prensa (1883) [BCXA]
- Diario de la noche (1883). No se'n coneixen exemplars[18]
- La Veu del Camp: periódich mensual de l'Associació Catalanista de Reus (1885-1888 i 1889-1890) [BC], [BCL], [BCXA], [HT]
- La Defensa: periódico político semanal (1886) [BCXA]
- Diario de Reus y su comarca / La Correspondencia de Reus: diario defensor de los intereses de Cataluña (1886-1903) [BCXA]
- Lo Somatent: diari regionalista (1886-1903) [BC], [BCL], [BCXA], Biblioteca de l'Ateneu Barcelonès
- El Mensajero: tirada 5.000 ejemplares. Se publicará á lo menos una vez al mes (1887) [BCXA]
- La Medicina contemporánea: revista médica de Reus: órgano de la clase médico-farmacéutica de la provincia y del centro médico-farmacéutico de Tarragona (1887-1892) [BCL], [BCXA]
- La Chicharra: periódico serio-jocoso redactado por una caterva de doctores de buen humor. Dará un canto o un arañazo por semana (1887) [BCXA]
- El Látigo: semanario festivo y satírico: repartirá cuando menos un latigazo cada semana (1887) [BCXA]
- El Distrito: diario político de avisos y noticias (1887-1888) [BCXA]
- El Estudiante (1888) No se'n coneixen exemplars[19]
- La Lira: semanario recreativo de literatura, música y poesía (1889) [BCXA]
- El Federal: periódico republicano coalicionista (1889-1890) [BCL], [BCXA]
- La Pipa: setmanari, bilingüe, festiu y literari. Fumará los dijous (1890) [BCXA]
- El Mercado de los cueros: periódico quincenal. Órgano defensor de la industria del curtido (1890) [BCXA]
- La Trompeta artística: periodich recreatiu y d'anuncis (1890) [BCXA]
- La Autonomía: periódico republicano democrático federal (1890-1901) [BCL], [BCXA]
- El Coalicionista: periódico democrático republicano federal orgánico (1890-1891) [BCL], [BCXA]
- Reus artístich: ilustració mensual (1890-1891) [BC], [BCL], [BCXA]
- Reus literari: periòdich català, festiu é il·lustrat (1891-1892) [BC], [BCXA]
- Reus alegre: semanario humorístico y literario (1891) [BCXA]
- La Tos: periòdich satírich il·lustrat que tossirà almenys una vegada cada setmana (1891) [BC], [BCXA]
- La Bomba: periódico de combate, picante, satírico y humorístico: estallará á lo menos una vez cada semana (1891-1892) [BCXA]
- Lo Moro de Foch: periódich bilingües destinat a fer fuades de valent (1891-1892) [BC], [BCXA]
- La República Federal: órgano del Centro Republicano Democrático Federal (1892) [BCL], [BCXA]
- La Revancha: periódico comunista anárquico (1893) [BCXA]
- L'Escut de Reus: revista setmanal, literària e il·lustrada (1893) [BC], [BCL], [BCXA]
- El Noticiero de Reus: diario independiente de la noche, de avisos y noticias (1893) [BCXA]
- La Gent del Llamp: periòdic literari, artístic, científic y musical (1893) [BC], [BCL], [BCXA]
- La Trompeta: setmanari humorístich satírich festiu y literari (1894-1896) [BC], [BCXA]
- El Anunciador: periódico semanal de anuncios, avisos y notícias (1894-1895) [BCXA]
- El Eco de los Obreros Toneleros (1894) [BCXA]
- La Miscelánea: periódico quincenal independiente (1895) [BCXA]
- Revista de Sport: revista mensual órgano del Club Velocipedista (1895-1901) [BC], [BCXA]
- El Veloz: revista quincenal ilustrado de sport, literatura y artes: órgano del Veloz Club (1895) [BCXA]
- Semanario Católico de Reus (1896-1936) [BC], [BCL], [BCXA]
- La Nova Cathalunya: revista del modern moviment intel·lectual (1896 i 1898) [BC]
- Pisto humorístico: semanario literario ilustrado (1896) [BCXA]
- Gaceta del Magisterio de Primera Enseñanza: revista dedicada a la defensa de los intereses del profesorado (1896-1912) [BCXA]
- Crónica Reusense: diario del partido liberal conservador de avisos y noticias (1896-1900) [BCXA]
- El Lío: periódico quincenal de literatura y sport (1896) [BCXA]
- Reus Moderno: revista semanal, literaria y satírica, defensora de los intereses locales (1896) [BCXA]
- Reus Tranquil: periòdich humorístich, satírich, literari é ilustrat (1897) [BCXA]
- El Liberal de Reus: diario político, literario y de avisos y noticias (1897-1899) [BCXA]
- Lo Ventall / Lo Lliri: periódich humorístic y literari (1898) [BCXA]
- Boletín del Colegio de Internos del Instituto de Reus (1898-1899) [BCXA]
- Miss Pimmentón (1898) [BCXA]
- Revista Agrico-Avícola: órgano oficial de la Escuela Agrico-Avícola de Reus (1898) [BCL]
- L'Olla dels 13: sortirà cada vegada que la colla fassi foch (1899) [BCL]
- Reus: semanario independiente, defensor de los intereses generales de esta ciudad y su comarca (1899-1901) [BCXA]
- El Notariado: periódico profesional: eco de los notarios reformistas de Cataluña (1899-1906) [BCXA]
- La Palma: quinzenari humorístich, literari é ilustrat (1899-1900) [BC], [BCL], [BCXA]
- Butlletí de la Lliga Catalanista de Reus (1900) [BCL], [BCXA]
- La Derecha: diario político (1900-1901) [BCXA]
- La Reforma: periódico quincenal: eco de los dependientes del comercio de Reus (1900-1901 i 1904-1905) [BCL], [BCXA]
- La Discusión: semanario republicano democrático federal (1901-1902) [BCXA]
- La Alarma (1901) [BCXA]
- El Pandemonium: revista de higiene social, ciencia, artes, literatura (1901) [BCL], [BCXA]
- La Comarca: revista agrícola, industrial, comercial y de intereses generales (1902) [BCL]
- Boletín del Colegio de Médicos del Partido de Reus / Boletín de la Asociación de Médicos de Reus (1902-1914 i 1914-1919) [BC], [BCL], [BCXA]
- La República: semanario democrático eco de las aspiraciones de la juventud (1903-1906, 1914-1923 i 1931) [BC], [BCXA]
- La Democracia Cristiana: periódico quincenal: órgano del Patronato Obrero de San José (1904-1913) [BCXA]
- Pàtria Nova: periòdic nacionalista (1905-1906) [BC], [BCL], [BCXA]
- Germinal: revista d'arts, literatura y ciencies (1905-1906) [BCL], [BCXA]
- La Política: periódico liberal (1905-1912) [BCXA]
- Ars: revista del Centro de Lectura (1906) [BCL]
- Foment: setmanari nacionalista republicá (1906-1923 i 1930-1936) [BC], [BCL], [BCXA]
- El Magisterio Tarraconense: revista de instrucción pública, propiedad de la Asociación provincial (1908-1932) [BC], [BCL], [BCXA]
- El Consecuente / El Conseqüent: órgano del partido republicano radical autonomista (1908-1928, 1932-1934 i 1936) [BC], [BCL], [BCXA]
- El Rossinyol: art, literatura, humorisme (1908-1909) [BC], [BCL], [BCXA]
- La Justícia Social (1909-1916) [BC], [BCXA]
- Anuario-Guía y Almanaque de Reus (1905) [BCL]
- Boletín de los Previsores Españoles (1909) [BCXA]
- Lo Campaneret: periódich seminari toca campanas humorístich literari y musical (1909) [BC], [BCXA]
- Lo Camell: periódich satírich / El Camell: setmanari festiu (1909 i 1913) [BC], [BCL], [BCXA]
- La Kábila: organillo murguista: periódico humorístico é inofensivo. No se ocupará de política ni religión / La Kábila de Reus: periòdic humorístic (1909) [BCXA]
- La Rialla: setmanari satírich humorístich y serio (1909) [BCXA]
- La Lucha: semanario republicano radical (1910-1914) [BCXA]
- Athenaeum: revista del Centro de Lectura (1910-1911) [BC], [BCL], [BCXA]
- Foc Nou: literatura (1910-1911) [BCL], [BCXA]
- El Radical: semanario tradicionalista (1911-1915, 1918-1919, 1927-1929 i 1935-1936) [BCL], [BCXA]
- Reus Comercial: revista semanal ilustrada: comercio, industria, agricultura (1911) [BCL], [BCXA]
- La Bandera Roja: órgano de la juventud republicana radical (1912-1913) [BCL], [BCXA]
- Federación de Obreros Toneleros de España (1912-1932) [BCL], [BCXA]
- La Veu del camp: setmanari català (1913-1921) [BC], [BCL], [BCXA]
- El Látigo: semanario electorero que se ríe alegremente de las artes del puchero a mandíbula batiente (1913) [BC], [BCXA]
- La Unión Ferroviaria (Sección Reus Norte) (1913-1916) [BCXA]
- El Intransigente con los vividores y endiosados: órgano del partido conservador (1914) [BCL], [BCXA]
- El Faro del Comercio: agricultura, industria, comercio y ciencias (1915-1916) [BCXA]
- Boletín de la Cámara Oficial de Comercio e Industria de Reus (1915-1934) [BC], [BCL], [BCXA]
- El Progreso: semanario republicano radical (1915) [BC], [BCXA]
- Butlletí de l'Agrupació Excursionista (1915-1917) [BC], [BCL], [BCXA]
- El Politicón: periódico ultra-radical (1916) [BCXA]
- Gazeta de Carnestoltes (1916) [BC], [BCL], [BCXA]
- El Heraldo de Reus: semanario comercial portavoz del Campo de Tarragona (1916-1934) [BC], [BCL], [BCXA]
- El Heraldo de Cataluña: semanario ilustrado defensor de los intereses de este Principado, ageno a toda política partidista (1916-1934) [BC], [BCL], [BCXA]
- El Loro: semanario festivo (1916-1917) [BC], [BCL], [BCXA]
- Unión Carto-Filatélica Universal (1916 i 1920). No es coneixen exemplars
- Catalunya Nació: portaveu de la Joventut Nacionalista Republicana (1917) [BCL], [BCXA]
- L'Estisora: literatura-sàtira-humorisme (1917) [BCL], [BCXA]
- Grimègia: periòdic de broma amb ninots (1917) [BC], [BCL], [BCXA]
- El Regenerador: setmanari republicà (1917) [BCXA]
- Mensajeras eucarísticas (1918) [BCXA]
- Fulla del Centre Autonomista de Dependents del Comerç i la Indústria (1918-1920) [BCXA]
- La Guineu: setmanari satíric-humorístic (1918) [BCXA]
- Reus Agrícola: publicación decenal de agricultura (1918-1919) [BCXA]
- La Columna de Foc: fulla de subversió espiritual (1918-1920) [BC], [BCL], [BCXA]
- Llaç: revista (1919-1920) [BC], [BCL], [BCXA]
- Clic Clac: setmanari tabarinesc (1919) [BCL], [BCXA]
- Fructidor: portavoz de la clase trabajadora de la provincia y defensor de los explotados del mundo (1919) [BCXA]
- Pessigolles: setmanari de gresca (1920) [BCL], [BCXA]
- Les Pessigolles: periòdic de gresca (1920-1921) [BC], [BCL], [BCXA]
- Els Petits Cantaires: portaveu del Chor Infantil Misericòrdia del Patronat Obrer de Sant Josep de Reus (1920) Arxiu particular
- Boletín de la Cámara Oficial de la Propiedad Urbana de Reus (1920-1932) [BC], [BCL], [BCXA]
- Unión Monárquica Nacional: órgano de la entidad del mismo nombre (1920-1921) [BCXA]
- L'Esquellot (1921) [BCL], [BCXA]
- Bona Llevor: butlletí mensual, portaveu de la Secció Catequística del Patronat Obrer de Sant Josep i dels pomells de joventut Misericòrdia i Bona Llevor (1921-1923) [BCL], [BCXA]
- Puericultura: publicació de l'Institut de Puericultura de Reus (1921-1936) [BCL], [BCXA]
- Migranya (1921-1922) [BCL], [BCXA]
- Paricu: setmanari humorístich (1921-1922) [BCL], [BCXA]
- Gente Bien: setmanari de bon humor (1921-1922) [BC], [BCL], [BCXA]
- Boletín Médico de Reus (1921-1930) [BCL], [BCXA]
- El Amigo: revista mensual de cultura popular (1922-1924) [BCL], [BCXA]
- Gente Mal: periódic de bon humor (1922) [BC], [BCL], [BCXA]
- Boira: fulla de pantarragonisme que Salvador Torrell i Eulàlia fa estampar a Reus ciutat del Camp de Tarragona (1922) [BCL], [BCXA]
- Acracia (1923) [BCXA]
- Revista de l'Orfeó Reusenc (1923) [BCL], [BCXA]
- Els Dos Pilons (1923) [BCL], [BCXA]
- La Pepeta: portaveu de les ganxetes ben amigues de la barrila / La Pepeta Esportiva (1923) [BC], [BCL], [BCXA]
- Reus 1973 (1923) [BC], [BCL], [BCXA]
- La Porra: setmanari humorístic radical (1923) [BC], [BCL], [BCXA]
- Gol: revista d'esports il·lustrada (1923-1924) [BCL], [BCXA]
- Reus Sports: setmanari de crítica i informació de tota classe d'esports (1923) [BC], [BCL], [BCXA]
- La Batallada: setmanari festiu de broma, portaveu dels cors masculins i femenins de la ciutat (1924) [BCXA]
- La Vixeta: revista d'humor i d'esport (1924) [BC], [BCL], [BCXA]
- Butlletí Portaveu de la Unió Ciclista Reusenca (1924). No es coneixen exemplars
- Cultura: portaveu de l'element estudiantil de Reus (1924) [BCXA]
- Reus (1925 i 1926-1928) [BC], [BCL], [BCXA]
- Revista mèdica de la província de Tarragona: portaveu dels interessos mèdics d'aquesta província (1926-1928) [BCL]
- Boletín del Instituto de Higiene de la província de Tarragona (1926-1930) [BCL], [BCXA]
- Veus del Sagrari (1926-1932) [BCL], [BCXA]
- Boletín de la Asociación Provincial de Ganaderos de Tarragona (1927) [BCL], [BCXA]
- La Unión (1927-1928) [BCL], [BCXA]
- Ciutat: diari de la tarda (1928) [BCL], [BCXA]
- Color: ilustración quincenal (1928) [BCL], [BCXA]
- La Primavera: periòdic literari-festiu (1928) [BCL], [BCXA]
- Fulla Parroquial. Església de la Puríssima Sang de Nostre Sr. Jesucrist (1928) [BCXA]
- La Tronada: setmanari poca-solta, de notícies, avisos, anuncis i esquel·les mortuories. Ironia i pessigolles a l'engròs (1928-1929) [BC], [BCL], [BCXA]
- Letras: revista escolar mensual (1928) [BCL], [BCXA]
- Reus Deportiu: butlletí mensual (1929-1931) [BC], [BCL], [BCXA]
- Inquietud: portaveu del Centre Republicà Autonomista i del Partit Radical Socialista de la Província (1930) [BCXA]
- Boletín de Información Financiera y Comercial (Banco de Reus) (1930) [BCL]
- El Poble (1930 i 1936) [BCL], [BCXA]
- La Voz de Reus (1930-1931) [BCL], [BCXA]
- L'Esquizofrènia (1931) No se'n coneixen exemplars
- Mai Badem!: periòdic de broma i barrila (1931) [BCXA]
- Som-hi: mena de periòdic quinzenari polític-satíric que apareixerà un cop cada vegada. (1931) [BCL], [BCXA]
- La Patacada: sortirà quan li sembli bé (1931) [BCL], [BCXA]
- Redención: órgano de los Sindicatos de la Província de Tarragona: portavoz de la Confederación Nacional del Trabajo (1931) [BCXA]
- Fulles clíniques / Fulls clínics (1931-1936) [BCL], [BCXA]
- Butlletí d'assaigs de l'Agrupació Cultural (1931-1933) [BCXA]
- La Sibeca: setmanari satíric-humorístic (1932) [BCXA]
- La Mulassa: periòdic satíric (1932) [BCXA]
- La Torxa: portaveu dels BOC del Baix Camp (1933) [BCXA]
- Batxiller: periòdic estudiantil (1933-1934) [BCL], [BCXA]
- Estudis: revista de l'Associació Cultural (1933-1936) [BC], [BCL], [BCXA]
- Aules: publicació dels alumnes de l'Institut de Reus (1934-1936) [BCL], [BCXA]
- L'Onada Roja (1934) No se'n coneixen exemplars
- Cossetània: revista científica, literària i artística: òrgan dels estudiants de les comarques tarragonines (1935) [BC], [BCL], [BCXA]
- Moralitat i cinema: primera revista católica d'informació cinematogràfica (1935) [BCL], [BCXA]
- Revista de la Cambra Agrícola de Reus i Comarca (1935) [BCL], [BCXA]
- Comerç i Indústria: órgano de la Cámara Oficial de Comercio e Industria (1935-1936) [BCL], [BCXA]
- Avui: diari d'avisos i notícies (1935-1936) [BCL], [BCXA]
- Què penses Anton?: periòdic, diari setmanal humorístic i de broma o el que sigui (1936) [BCL]
- Quelcom: revista gràfica (1936) [BCL], [BCXA]
- Catalunya Nova: butlletí (1936) [BCL]
- Ressò de Natzaret: butlletí mensual de la Congregació Mariana de la Immaculada i Sagrada Família del Col·legi de Sant Pere Apòstol (1936) [BCXA]
- Jove Guàrdia: òrgan del Comité Comarcal de les Joventuts Socialistes Unificades (1936-1937) Biblioteca del Parlament de Catalunya
- Adelante: órgano de la CNT y de la FAI de la IV Región. Portavoz de la Confederación Regional del Trabajo de Cataluña (1937-1938) [BCL]
- Ideas: grupo escolar Carlos Marx (1937) [BCL]
- Cultura-Esport: portantveu de la Unió Esportiva Obrera (1937) [BCXA]
- Lluita!!: portantveu de la FNEC a la IV Regió (1937) [BCXA]
- Guspira Roja: òrgan de la Federació Catalana de Treballadors de l'Ensenyament al Baix Camp (1937). No es coneixen exemplars
- Redreçament: òrgan del Bloc Escolar Nacionalista de la IV Regió (1937). No es coneixen exemplars
- Nova República: JIR: portantveu de les Joventuts Republicanes d'Esquerra (1937) [BCXA]
- Escola Nova Unificada (1937) [BCXA]
- La Torxa: portantveu del POUM i de les JCI de Reus (1937) [BCXA]
- Estat Català (1937-1938) [BCXA]
- Boletín Oficial del Ayuntamiento de Reus (1939) [BCXA]